# ソードアート・オンラインの登場人物
ソードアート・オンラインの登場人物は、川原礫のライトノベル『ソードアート・オンライン』、および同作を原作とする、メディアミックス作品の登場人物の一覧である。

## 凡例
- 記事中で用いられる用語についてはソードアート・オンライン#作中設定を参照。
- 登場人物表記はアバター名（ローマ字表記） / 本名の順。
  - ただし、アリシゼーション編に登場する整合騎士は整合騎士としての名前 / 本名の順で表記する。
- 担当声優は特に断りがない限りアニメ版・ドラマCD版・ゲーム版共通のもの。
- 同じギルドに所属しているキャラクターはまとめて記載する。
  - プログレッシブシリーズの登場人物は本編との時系列の開きや、設定の変更の問題から分けて記載する。本編1巻以降に継続して登場する人物も同様。
- オルタナティブ（スピンオフ作品）の登場人物はソードアート・オンライン オルタナティブ ガンゲイル・オンライン#登場人物またはソードアート・オンライン オルタナティブ クローバーズ・リグレット#登場人物を参照。
  - ただし、本伝中に登場するギルド等に所属していた経歴がある等、関連性のあるキャラクターは名前と一部概要を記載する。
  - 外伝漫画『ガールズ・オプス』は本編主要人物が中心のため、オリジナルキャラクターもこちらに記載する。
- ゲーム版オリジナルキャラクターについてはソードアート・オンラインのコンピュータゲーム作品#ゲームオリジナルの主要人物及び各作品の登場人物を参照。
  - アプリ作品、及びVR体験型イベントのオリジナルキャラクターも同記事のモバイル作品のオリジナルキャラクター、VR体験型イベントの登場人物を参照。
  - 原作の登場人物についても、ゲーム版における詳細はそちらに記載する。

## 主人公とヒロイン
キリト（Kirito） / 桐ヶ谷 和人（きりがや かずと）
声 - 松岡禎丞
外伝を除けば本編全般を通しての主人公。誕生日は作中の2008年10月7日。埼玉県川越市在住。自宅の最寄駅は西武新宿線本川越駅。電撃文庫の特典しおりによれば身長163cm。中性的な容姿で整った顔立ちだが、本人は好ましく思っていない。生まれて間もなく事故で両親を失い、母の妹夫婦である桐ヶ谷家の養子となる。10歳の頃に自身の生い立ちを偶然知って以降、他者との関わりを恐れ人付き合いが不得手な少年へと成長し、精神の安寧を仮想世界の中に求めるようになる。14歳の時にSAOの事件に巻き込まれ、仮想世界に関わる数々の事件を経て精神的に成長していく。『このライトノベルがすごい!』（宝島社）の男性キャラクター部門では、2012年、2013年、及び2018年に1位に選ばれている。
「両手を限界まで広げてすべてを受け止め、自らはそれを投げ捨てることはない」とアスナが評するその性格故に、作中の多くの人物から信頼され、特に女性から好意を寄せられていることも多いが、本人はアスナを一途に愛し強い絆を持つ。また、SAO事件でサチをはじめとする『月夜の黒猫団』のメンバーの死に直面し、そのトラウマから全てを一人で背負い込もうとする傾向が強い。同事件では他にも多くの仲間を失い、また自身もやむを得ずとはいえ犯罪者プレイヤーを殺害するなどして負った心の傷はUWから帰った後も癒えておらず、未だにSAOサバイバーの知己の多くについては安否を調べることができずにいる。同性の相棒で親友だったユージオをUWで失ったことで、彼と同等の同性の友人は二度と作れないとすら思っているが、SAOやUWでの経験から自分のすべきことを定め、仮想世界を現実世界に役立てるために茅場の出身校である東都工業大学への進学を決意する。
VRMMOプレイヤーとして高い仮想世界適性を持っており、ずば抜けた実力を有する。戦闘では、盾無しの片手剣を操る戦闘スタイルで、一撃の重さを重視した物理攻撃を好み、多彩なソードスキルを扱う。SAOではユニークスキル「二刀流」の所持者に選ばれ、SAOや新生ALOでは数々のシステム外スキルを考案する。「二刀流」は基本的に封印しており、安全上の問題がなくなった旧ALO以後もゲームが遊びでなくなった時にのみこれを解禁する。GGOでは銃弾の予測線から弾丸を斬り払ったり、視線から相手の狙撃先を読むといった離れ業を見せる。SAO事件での経験から、私欲を動機にした裏切りや騙し討ちによるPKに対しては遊びであっても厳しい態度を取る。
アバターはどれも黒を基調とした防具で統一しており、動きを阻害する金属防具は好まない。旧ALOでは種族はスプリガンで逆だった髪型で大剣を装備していたが、新生ALOではキャラデータを初期化し、ユイの要望で程なく髪も下ろしている。GGOでは、長髪の女性と見違うレアアバターで光剣と自動拳銃による変則的な二刀流を扱う。UWでは、巨木ギガスシダーの枝から作られた漆黒の剣「夜空の剣」を専用武器として振るう。URではこれまでと異なり金属製の装備と長剣を装備し、黒豹型モンスターを調教して従えている。
作者の川原礫によると、特定のモデルはいないとの事。
アスナ（Asuna） / 結城 明日奈（ゆうき あすな）
声 - 戸松遥
本作のメインヒロイン。外伝では主人公を務める。誕生日は作中の2007年9月30日。東京都世田谷区在住。自宅の最寄駅は東急世田谷線宮の坂駅。周りを立てる気遣いの人であり克己心が強い努力家で、エリートコースを歩んできた令嬢。栗色の長髪と榛色の瞳が特徴の美少女で、スタイルも抜群。ゲームは素人だったが、15歳の時に気まぐれでSAOに参加し、デスゲームに巻き込まれる。作者は連載当初、思いつける限り“いい女”感を出すように書いており、モデルとしては女優の栗山千明の要素が少し含まれているとのこと。
SAOに囚われた当初は半狂乱に陥るが、学友であるミトの支えで持ち直し、彼女と共に行動していた。不幸な事故によって彼女とのパーティーを解散してからは再び塞ぎ込むが、最後の瞬間まで自分のまま生きたいと奮い立ち、迷宮区でレベリングしていた時にキリトと偶然出会う。彼とコンビを組んで攻略を進める中で、本来の性格を取り戻し、彼に好意を抱くようになり、システム上の結婚を交わす。旧ALOの事件が解決した後、ついに現実世界でキリトとの対面を果たして恋人同士となり、キリトと出会って変われた自分に誇りを持つようになる。その後も、キリトの心の支えとなるために日々努力しており、将来はキリトと現実世界でも家庭を持つことを最終目標としている。キリトを想う女性たちとは概ね良好な関係を構築しているが、アリスとだけは冷戦状態となっている。
SAO事件では血盟騎士団の副団長を務め、統率者の才能を開花させる。新生ALOではユウキと出会い、結果を恐れずに立ち向かう大切さを学び、母との軋轢を解消している。また、UWではキリトと共に200年もの内部時間を過ごし、王妃としてUWの世界を治め、平和と知恵をもたらしている。
キリトに次ぐ高い仮想世界適性を持っており、戦闘では細剣を駆使する剣士スタイルで、高速の剣技が特長で、SAOでは人命と安全を除いて何よりも攻略を優先して最前線で戦っている。新生ALOでは治癒師（ヒーラー）となるが、細剣による近接戦闘も視野に入れたハイブリッド型のビルドを使っている。
アバターは、武器に細剣、防具に胸部装甲、 オーバーニーソックスと背部のみロングのスカートの軽装で通しており、SAOでは血盟騎士団結成後、赤と白を基本とした騎士服を着用している。旧ALOでは妖精王の妃・ ティターニアの外見に非武装の上で臍が見える白いワンピースを着せられ、新生ALOでは水色の髪で白いワンピースを着用し、魔法詠唱用の杖も携える。UWではティターニアに似た外見に細剣のGM装備、URではALOとほぼ同一の外見だったが、早々に髪を現実に近い色に染めた。金属鎧を装備、半水棲モンスターを調教して従えている。

## 主要人物
ユイ（Yui）
声 - 伊藤かな恵
キリトとアスナが新婚生活を送っていた、SAOの第22層の森に倒れていた幼い少女。その正体はプレイヤーの精神的ケアを司るカウンセリング用人工知能（AI）。誕生日は8月1日（キリトとアスナが決めたらしい）。純然たる人工知能でありながら、人間顔負けの豊かな感情表現を見せ、SAOから引き続く人間観察を経たその感情模倣機能は、自身は「紛い物」と自嘲するものの知らない人間はほぼ違和感を持たないレベルに達しており、ストーリーが進むごとに機能の追加やAIとしての成長が見られ、世界最高のトップダウン型AIへ成長している。
SAOの開始直後にシステムからプレイヤーに接触することを禁止され、キリトとアスナに出会った頃は、プレイヤーの負の感情をモニタリングしつつ、その解決のための行動を起こせない矛盾から崩壊寸前に陥っており、データ破損によって名前以外の記憶を失っていた。自身を保護してくれたキリトとアスナを「パパ」「ママ」と呼んで慕うようになり、記憶が戻った後も両親のように慕い続ける。キリトとアスナも実の娘のように可愛がっており、リーファやシノン達も妹のように接している。アスナ同様にキリトの女性関係には目を光らせており、二人の夫婦関係にも口を挟むこともある。
SAOではキリトたちの窮地を救うためにGM権限を行使し、そのことでシステムから消去されそうになるが、キリトの尽力でアイテムとして保存されて消滅を逃れる。旧ALOにて復活を遂げ、アスナの奪還後はキリトのPCに本体を置いている。その後、キリトにより開発された視聴覚双方通信プローブや民生品として普及したオーグマーにより、現実世界でも限定的ながら見る・聞く・話すことが可能となる。
作中ではAIとしての高い能力を発揮し、ゲームシステム内外の情報収集や情報提供に活躍し、システムへのクラッキングや現実世界のプレイヤーとの連絡役までこなしている。URではシステムアクセス権を剥奪されて人間形態のプレイヤーとしてサバイバルに巻き込まれるが、キリトやアスナと同じ立場となれた状況を少し嬉しく思っている。特に「ゲーム上での死」に対する恐怖には新鮮さと興味深さを感じている。URではキリト達の手ほどきでソードスキルを使うほか、魔法の使用も可能なキャラ育成を行っている。
リーファ（Leafa） / 桐ヶ谷 直葉（きりがや すぐは）
声 - 竹達彩奈
フェアリィ・ダンス編のヒロイン。和人の1歳下の義妹（血縁上は従妹）で、彼からは「スグ」と呼ばれている。誕生日は作中の2009年4月19日 。小柄だが推定EからFカップと豊満で本人の密かな悩みの種になっている。これはその後の二年で成長期を迎えて急激に成長したためで、SAO事件発生当時はキリトがシリカに面影を重ねるような容姿であった。幼い頃から8年間剣道を続けている努力家で、中学最後には全国ベスト8、高校では強豪校の1年生にしてインターハイ等のレギュラー選手に抜擢される実力者。
和人とは小さい頃は仲の良い兄妹だったが、和人が剣道をやめてからは疎遠になる。SAO事件を機にそれまでの和人との関係を後悔し距離を埋めようと考える一方、自分と和人が本当の兄弟ではないことを母から打ち明けられ、その関係性に悩むようになる。和人の愛した世界を知るために、嫌っていたネットゲームの世界に足を踏み入れる。
ALOでは、現実で鍛えた剣の腕と反射神経により種族内五指に入るほどの実力者。アスナを探してALOに現れたキリトに助けられ、お互いの素性に気づかないままキリトの目指す世界樹への案内役を買って出て、攻略を目指すキリトの戦いを援護する。共闘するキリトに惹かれる一方、現実でも堰を切ったように兄への恋心を自覚する。その後も密かに兄妹の枠を越えた恋慕を抱き続けるが、和人が抱く明日奈への想いの強さに気づき身を引いている。旧ALO事件後はゲームの中でもキリトを「お兄ちゃん」と呼ぶようになり、現実世界でも兄妹関係は良好である。ただし、まだ異性としての想いも残っている模様。
アバターは最初にプレイしたALOのものがセルフ・イメージとなっているため、OSを除き共通して金髪緑眼のポニーテールとなっている。現実同様にバストは豊か。主に長刀を使用し、片手剣ソードスキルに加えて両手持ちで一部の両手剣用ソードスキルを使える。長刀は両手剣としては軽く低威力かつ片手剣としては重い中途半端な武器種だが、剣道部員のリーファにとってはちょうど良い。UWでは片手剣型のGM装備のヴァーデュラス・アニマ、URでは長刀と緑のワンピースにキリトと同じ金属鎧を装備する。
シノン（Sinon） / 朝田 詩乃（あさだ しの）
声 - 沢城みゆき
ファントム・バレット編のヒロイン。現実世界では進学校の女子高生で、東京都文京区のアパートで一人暮らしをしている。自宅の最寄駅は東京メトロ千代田線湯島駅。誕生日は作中の2009年8月21日。眼鏡をかけているが実際は度が入っておらず、弾丸すら防ぐとされる特殊材質で作られたオーダーメイドの特注品。自立心が強く同世代と比べても非常に大人びた性格で、辛辣かつドライな物言いをすることが多く、特にキリトに対しては顕著。
幼い頃に父が交通事故で他界し、母もその時に精神年齢が逆行したことから、母を守らねばという義務感を強く抱くようになる。11歳の頃に強盗事件に巻き込まれ、母を守るため犯人から拳銃を奪い射殺してしまう。このことから銃器に対する強いPTSDに悩まされ、トラウマの克服を狙って16歳の時からGGOをプレイしている。
GGOにログインしたばかりのキリトと出会い、アバターの外見から自分と同じ女性だと勘違いし、親身に武装やゲームシステムをレクチャーしたが、キリトの本当の性別を知って憤慨する。
その後、キリトに自分と同じものを感じる一方で自身も「死銃」のターゲットになっていたことからキリトと共闘、「死銃」に追い詰められたキリトを救い、彼と同率で念願であったバレット・オブ・バレッツ（以下、BoB）の第3回大会で優勝を果たす。「死銃」による事件解決後、キリトたちの計らいにより、当時の事件で結果的に自分が救った親子と対面し謝罪と感謝を受けて、自分の抱える罪と向き合い、前に進むことを選んだ。
キリトを介して出会ったアスナやリズベットとも親しくなり新生ALOも始めた他、学校で昼食を共に取る友人もでき、トラウマも少しずつ克服し始めている。特にアスナからは「シノのん」の愛称で呼ばれており、自宅に招かれるほど仲が良く、平穏な暮らしを取り戻している。また、死銃事件を通じてキリトに好意を寄せるようになり、キリトの胸に張り付いていた電極パッドを密かにネックレスに加工してお守りとしており、随所でさりげなくアプローチを掛けている。
アバターはランダム生成ながら、水色の髪と碧眼であることを除けば容姿は現実の彼女に近い姿になっている。GGOではメインに対物ライフルのへカートⅡを使い、サブにPDWのMP7（アニメ版ではグロック18C。）を装備する狙撃手。新生ALOではロングボウを得物とし、UWでは弓型GM装備のアニヒレート・レイ、URではマスケット銃を主武装とし、黄褐色の戦闘スーツにGGOでも普段着用している白いマフラーを装備する。
ユウキ（Yuuki） / 紺野 木綿季（こんの ゆうき）
声 - 悠木碧
マザーズ・ロザリオ編のヒロイン。一人称は「ボク」。入院以前の自宅の最寄駅は相鉄本線星川駅。作中の2011年5月23日生まれ。様々なVRMMOを渡り歩き、新生ALOにおいては「絶剣（ぜっけん）」と呼ばれ、圧倒的な強さを誇る。二刀流スキルを使わなかったとはいえ、キリトを2度倒した唯一の人物である。
出生時に輸血用血液製剤からHIVに感染し、小さい頃から闘病を続けてきた。両親と双子の姉はAIDSにより既に他界しており、天涯孤独の身。医療用の仮想現実マシンの被験者第一号となり、それ以来3年間を仮想世界で過ごしてきた。ALOでの異常なまでの戦闘力は、長期間の医療目的のダイブに由来している。
姉の死後、スリーピング・ナイツのリーダーを引き継ぐが、自身も作中の2025年末までの余命宣告を受けており、最後の思い出作りのために2026年元日に新生ALOに現れて、ボス攻略戦の助っ人を探すべく自身が作ったオリジナル・ソードスキル「マザーズ・ロザリオ」を賭けて辻デュエルをしていた。キリトを破ったことに興味を持って対戦を挑んできたアスナと出会い、その強さを見込んで助っ人を依頼する。ボス攻略を果たした後、アスナに姉の面影を重ねて見てしまい、その負い目からALOから姿を消している。
キリトに対しては自分の出自を見破ったためか微妙に訝しんでいたが、和人の情報で病院を訪ねてきた明日奈に「学校に行きたい」という願いを吐露し、和人らが作った視聴覚双方向通信プローブを利用して明日奈と共に学校へと通う。その後、キリトとも打ち解けて、新生ALOでの統一デュエル・トーナメントでは、決勝戦で再び相見え、キリトを破り優勝する。アスナたちとは京都旅行を楽しんだが、2026年3月29日に容体が急変、駆けつけたアスナに「マザーズ・ロザリオ」を託して遂に力尽き、最期はスリーピング・ナイツやキリトたち、彼女と接した多くのプレイヤーに看守られながら、アスナの腕の中で静かに息を引き取った。
UWではSTLでダイブしたアスナの記憶に残る彼女の幻影が現れて共にPoHと戦い、仮想世界へ来る人々が求めるものを諭した。
アリス・シンセシス・サーティ / アリス・ツーベルク（Alice）
声 - 茅野愛衣
アリシゼーション編のヒロイン。ボトムアップ型の人工知能。作中の4月9日生まれ。UWではキリトとユージオの幼なじみ。金髪碧眼で不思議の国のアリス風の青地に白いエプロンドレスを着ている美少女。
ルーリッドの村の村長の娘で子供達の中では一番の神聖術の使い手という優等生だが、親友のユージオを振り回すほど明るく元気な女の子。整合騎士に捕縛されてカセドラルに連行され、2年の修練の後にシンセサイズの秘儀によりアドミニストレータに記憶を封じられ、別の人格を植え付けられてから5年ほど後に30番目の整合騎士となる。その8年後、禁忌目録を犯したユージオとキリトと再会したことをきっかけに自らの意志で右目の封印を破り、過去の自分を知る。
整合騎士としては2番目に若いが、神聖術の扱いにも長けており、最強の整合騎士であるベルクーリの手解きもあり、その実力は凄まじく、一撃一撃の重さはキリトが頼みにしていた連撃系のソードスキルによる攻略を無に帰す程のもの。
アドミニストレータ撃破後、妹セルカとの再会で物腰も柔らかくなり、心神喪失したキリトの世話をする過程でキリトに好意を持ち始め、キリトに関する情報交換の際にはアスナに対抗心剥き出しで今までの生活の経緯を語っている。現実世界へ脱出し、キリトとアスナがUWから帰還した後、内部時間で約200年後のUWへ帰還を果たす。その後もキリトのことは諦めておらず、アスナとは事あるごとに堂々と張り合っているが、お互いの実力は認め合っている。
現実世界では、UWでの姿に似せたロボットの体にライトキューブを載せ、人工知能の権利獲得のために「ラース」の保護の元で活動している傍ら、ALOでリーファたちと交流を重ねている。ただし、彼女にとってALOは「かりそめの世界」というよりも「世界の一つ」であり、「ゲーム」という概念は飲み込みづらい様子。また、連続剣を主体としたアインクラッド流の利点は認めていても、扱い慣れたノルキア流の技をALOやURでも使用している。
URではUWのものに酷似した濃青のワンピースに金色の鎧、武器にはバスタードソードを備えている。
ユージオ（Eugeo）
声 - 島﨑信長
ボトムアップ型の人工知能。作中では4月10日生まれ、家族は両親と兄二人とユージオの五人家族、UWではキリトとアリスの幼なじみであり、キリトとは長い間生活を共にしているうちにお互いに固い絆が生まれて親友同士となり、キリトに大きな影響を与える。
ルーリッド村では樵を天職としていたが、アリスが連行される際に何もできなかったことを後悔しており、アリスとの再会を目標にキリトと共に村を出て、帝立修剣学院で修剣士として過ごす。学内でロニエとティーゼを守るために右眼の封印を破って禁忌目録を犯すが、自らの意思で論理回路の矛盾を乗り越える。罪人としてキリトと共にカセドラルへアリスにより連行されるが、何の反応も示さないアリスに不信感を抱き、キリトと共に牢から脱獄をし、カーディナルに助けられて大図書室に逃げ込む。そこでアドミニストレータや整合騎士の秘密を知り、武器の「完全支配術」を与えられる。
憧れの整合騎士長ベルクーリを倒し、記憶の戻ったアリスとキリトと共にアドミニストレータとチュデルキンと対峙する。自分たちを救うため致命傷を負ったカーディナルの力で己を剣と化して立ち向かうも倒されて死亡した。死に際にキリトへ「僕の親友。僕の英雄」との言葉を残し、彼の遺志により彼の青薔薇の剣は、一時的に赤薔薇の剣に変わり、これによりキリトはアドミニストレータを倒している。
彼の死はキリトの心に深い傷を残すこととなるが、死後にわずかに残った記憶の欠片が、心神喪失状態となっていたキリトを復活させる切っ掛けとなり、ヴァサゴやガブリエルと戦い苦戦していた彼を励まし、力を分け与えている。
シリカ（Silica） / 綾野 珪子（あやの けいこ）
声 - 日高里菜
デスゲームに巻き込まれたSAOプレイヤーのひとり。誕生日は作中の2010年10月4日 。ビーストテイマーの少女でダガー使い。小竜・ピナを使い魔としているため、「竜使いシリカ」と呼ばれている。
幼さに加えてMMOはSAOが初めてという極めて不利な状況でSAOの世界に放り込まれ、不安と寂しさに押し潰されそうになったが、ピナとの出会いでそれを乗り越えた。かわいらしい容姿や稀有なビーストテイマーであることから、中層域のアイドル的存在で、ハイレベルプレイヤーに名を連ねるまでになるが、ギルドへの勧誘や結婚の申し込みをたびたび受けた結果、男性プレイヤーに恐怖心を持っていた。ピナを失って死の危機に瀕していたところをキリトに救われる。当初は警戒心を見せていたが、キリトの協力によりピナの蘇生に成功し、それ以来、キリトに好意を寄せており、兄のように慕っている。
現実世界への帰還後は、「SAO生還者」を集めた学校に通っている。ALOで知り合ったリーファとは同じ妹分であるためか仲がいい。同じ相手を想っているリズとは馬が合うようであり、よく2人で行動している。最近は現実の身体も成長してきているので、SAO時代と殆ど代わらないアバターとのギャップを気にしている。また、UR時点ではピナの意思を鳴き声である程度判別可能になっている。
アバターはゲームごとに衣装のメインカラーが大きく変わるのが特徴。SAOでは赤い衣装に黒のミニスカート、ALOでは紺色が基調の衣装であり、URでの外見はALOと同じである。
ピナ（Pina）
声 - 井澤詩織
偶然が重なり、シリカがSAOで調教に成功した使い魔。小さな水色のドラゴン型のレアモンスターで、名前の由来は彼女が現実で飼っている同じ名前の猫。
戦闘能力は高くないものの、モンスターの接近を知らせる索敵能力や、多彩なブレスでシリカをサポートする他、少量ながらシリカのHPを回復するヒーリング能力を有する。特にヒーリングに関しては、アイテムによる回復しかないアインクラッドに置いて非常に貴重なものと言える。
SAOでは、戦闘中にシリカを庇って彼女の盾となるというアルゴリズムを超えた行動をとり死亡するが、シリカがキリトの助力を得て獲得した蘇生アイテムにより復活する。ALO移行時には、SAO時代のキャラクターデータが引き継がれたため、以前と同じくシリカの使い魔として彼女をサポートする。モンスターの技の発動を阻害する眩惑魔法や主であるシリカの滑空距離のブーストなど、多彩な能力を見せる。通常の使い魔は、主人からの命令に対する行動の実行率が100%ではないが、ピナはシリカの言うことに背いたことがなく、キリトが眠っている場面に遭遇すると彼の腹の上で眠ることが多いなど、相変わらず本来のアルゴリズムから外れた行動を見せている。

リズベット（Lisbeth） / 篠崎 里香（しのざき りか）
声 - 高垣彩陽
デスゲームに巻き込まれたSAOプレイヤーのひとり。作中の2007年5月18日生まれ。愛称は「リズ」。アスナの親友。SAO開始前は本人によると「童顔で真面目だけが取り柄の普通の中学生」。頬にそばかすがあり、現実での髪の色は茶色。
SAOでは第48層に店を構える鍛冶屋であると同時に、熟練したメイスの使い手。仮想世界の全てをデータで出来た偽物と考える一方で「本物と呼べる何か」を欲しており、人の温かさに飢えていた。自分が丹精込めて鍛えた業物をキリトに粉砕され、彼を見返すべく白龍の洞窟へ共に素材取りに行き、キリトの優しさに触れて好意を抱く。洞窟で得た素材で剣を鍛え上げた後、キリトに告白しようとするが、その直前に工房を訪れたアスナのキリトに対する態度から2人の関係を察し、涙ながらに身を引いている。
SAO事件後には現実世界へ帰還し、ALO事件後にキリトから連絡をもらい、病室を訪れてアスナと再会。その後「SAO生還者」たちを集めた学校に通っている。高校生組の中でアスナと最年長であるためか面倒見が良く、ムードメーカー的存在。シリカからは「お姉さんみたい」と揶揄されている。その後、新生ALOでも店を構え、キリトの剣やシノンの弓を拵えている。UWでは心神喪失状態だったキリトの復活に立ち会い、戦いの決着の瞬間にシリカと共に自分の気持ちを再認識している。
アバターはSAO時代にアスナに染められたピンクの髪を通しており、SAOでは赤いワンピースに白いドレスエプロン、ALOではロングスパッツに変わっており小型の盾を装備し、URでは他のメンバーの装備を作り、自らは革鎧と片手用メイスとラウンドシールドを使用している。
クライン（Klein） / 壷井 遼太郎（つぼい りょうたろう）
声 - 平田広明
キリトが正式サービス開始後のSAOで最初に知り合った人物。作中の2024年10月18日時点で24歳。現実世界でもゲーム世界でも共に酒飲み。野武士のような顔立ちでコメディリリーフな描写が目立つが、その実は義理堅い気さくな好青年。現実世界では小規模な輸入商社に勤めており、SAOから帰還後には復職し、社長の悪口を言いつつも真面目に働いている。
ネットゲーマーとしての実力は高く、経験も豊富であり、SAO以前からの友人と共にギルド風林火山を設立している。キリトとは腐れ縁とも言うべき間柄で、作中ではキリトたちの協力者。SAOでは攻略組の一角として前線に立ち、ラフコフ討伐戦にキリトらと共に参戦、GGOでは「死銃」がラフコフの生き残りであることに真っ先に気づき、UWでは救援に現れた日本側の一般プレイヤーたちの先陣を切ってアスナの元へと駆けつけ、URではエギルと共にキリト一行に合流して窮地に陥っていた一行を見事なタイミングで救っている。
作中では美人とみれば即アピール・アイドル的存在にはミーハーである側面が強調され、SAOではキリトと一緒にいたアスナに猛アピールし、OSではYUNAに鼻の下を伸ばしている。そのため、パーティーの女子からは貞操観念の面では全く信用されておらず、ALOでのエクスキャリバー獲得クエストでは、美女姿のNPCを皆の反対を押し切って牢から出したことがクエスト成功に繋がったが、そのあとも散々な言われようだった。
アバターは悪趣味なバンダナと武田菱のエンブレムがトレードマーク。装備も日本刀に具足の和風スタイルを貫いている。
エギル（Agil） / アンドリュー・ギルバート・ミルズ
声 - 安元洋貴
アフリカ系アメリカ人にして生粋の江戸っ子。180cm近い上背の筋骨逞しい体躯に鮮やかな黒い肌、さらに禿頭・髭面という物々しいルックスで笑顔には凄みがある。現実世界では東京都台東区にてカフェバー「ダイシー・カフェ」を営み、結婚もして順風満帆な人生を歩もうとした矢先にSAOに囚われてしまう。
SAOの第1層からフロアボス戦に参加している斧使いで、キリトにとっては、ぞんざいに接することの出来る気を許せる人物であり、数少ないキリトの理解者の1人。第1層攻略後からキリトを手助けをしており、友人と共に彼をブラッキー（黒ずくめ）の愛称で呼んでいる。ある時期から商人プレイヤーに転向し、第50層に故買屋を開き、厄介事に巻き込まれたキリトの避難先となることもある。儲け優先のような言動をとるが、実は利益のほとんどを中層ゾーンのプレイヤーの育成支援に注ぎ込んで、プレイヤーたちを見守っていた。商人に転向後も攻略組と遜色ない実力は健在であり、キリトらと共に第75層決戦に参加し、無事に現実世界へと生還している。
SAOからの帰還後、妻のハイミーが守っていた店のマスターに復帰。ALOで撮られたアスナらしき人物のスクリーンショットの情報とALOのパッケージをキリトに提供し、彼を後押しした。VRMMORPG関係にコネを持っており、ALO事件後、キリトが茅場から託されたプログラム「ザ・シード」を解析後に秘密裏に世界中の無償サーバーにアップロードして拡散させ、VRMMOゲーム復活の影の立役者となる。キリト達と共に新生ALOを始めてからは、店をパーティーやダイブスペースなど集合場所として提供している。フルネームが長いせいか、リアルでもキリトたちから「エギル」と呼ばれている。
妻とは時間帯ごとにわけてVRMMOをプレイしているが、URでは偶然にもインセクサイトのプレイヤーだった妻と遭遇した。
ALOでは商人キャラ。キリト達の資金援助を得て、店を開業している。URではクラインと共にキリト一行に合流、装備は小ぶりの両刃斧にクライン同様のレザーアーマー 。
アルゴ（Argo）/ 帆坂 ・カリーナ・朋（ほさか・カリーナ・とも）
声 - 井澤詩織
デスゲームに巻き込まれたSAOプレイヤーのひとり。作中の2026年9月28日時点で学年はアスナやリズと同じ高校3年生。金褐色の巻き毛でショートの女性で、一人称は「オレっち」。
SAOの元ベータテスターで「情報屋」のパイオニア。ベータテスト当時から頬にネズミのヒゲのような3本線のフェイスメイクをしている風貌により、「鼠のアルゴ」の名で通っている。売れる情報は何でも売るというスタンスだが、情報屋としては優秀で、良識も持ち合わせている。デスゲーム開始直後には自らベータテスターであることを明かし、自分の持つ情報をガイドブックに纏めてプレイヤーたちに無料配布していた。攻略が進んでからは情報誌という形で有料化しているが、信憑性の高い情報がまとめられており、攻略組の一助となっている。
あざとい性格で、サバサバとした男性的な口調。作中では語尾がカタカナで表現されている。キリトのことを「キー坊」、アスナのことを「アーちゃん」と呼ぶ。笑い声は「にゃハハハ」。
SAO事件後は帰還者学校ではなく、地元である神奈川県南西部の高校に進学。学生業の傍らMMOトゥデイのライター兼リサーチャーの仕事をしていた。主な担当はハードウェア関連やザ・シード連結体の総合ニュース。UR編にて事件発生のしばらく前からその予兆を掴んでおり、事件の裏を探るべく帰還者学校に編入し、キリトたちと再会する。現実でもある意味「情報屋」であり、他人の鍵アカウントを覗いたり、クリスハイトの正体が菊岡であることを知っているなど、ただならぬ様子を見せる。一方でゲーム内の情報屋としては半ば引退状態で、取材用に取得したアカウントも用が済み次第消去している。
ハーフで、正式な本名は「帆坂カリーナ朋」と言う。
『ガールズ・オプス』では本編と異なりALOでも情報屋を続けており、グウェンの仲介によってルクスたちと出会う。リズベットたちが求めるレシピ不明のアイテムの製造法について、レプラコーン領の中枢ギルド組織《小人の靴屋》が秘匿し独占しているレシピにある可能性を提示した。
UR編においてもキリトやアスナ達との関係は続いており、独自に「ラフィン・コフィン」と関係を持っていたメンソールという名前のSAO生還者の行方を調査している。
ヒースクリフ（Heathcliff） / 茅場 晶彦（かやば あきひこ）
声 - 大川透（ヒースクリフ） / 山寺宏一（茅場）
天才的ゲームディベロッパーにして量子物理学者。SAOの開発ディレクター。本作に登場する仮想世界に関する科学技術のほぼ全ては彼の研究開発によるもの。SAO事件の発生当時で30歳。東都工業大学重村研究室出身。幼少期から「真の異世界の具現化」を狂心的に渇望しており、学生時代には天才としての頭角を現す一方、自身の目的のためなら手段を選ばない危うさを垣間見せていた。作品紹介に書かれている「これはゲームであっても遊びではない」という言葉は、元々彼がマスコミからのインタビューで語っていたものである。
SAO正式サービスの初日にデスゲームを宣言し、現実世界では長野県の山荘に潜伏してGMとしてゲームを監視する。その一方、外見を偽装したアバターで一般プレイヤーに紛れ込み、SAO最強のギルド血盟騎士団を結成し、ギルドの団長「聖騎士ヒースクリフ」となり、進行役として攻略組を先導する。攻略が第95層に達した時点で正体を明かし、SAOの最終ボスとして第100層にてプレイヤーたちと雌雄を決する予定でいたが、75層攻略直後にキリトに正体を看破される。その報酬として本来の予定を前倒しにして、SAOクリアを賭けたキリトとの激闘の末に相打ちに近い形で敗れた。SAOがクリアされると同時に、自身の脳に大出力のスキャニングをかけることで自身の記憶・人格をデジタル信号としてネットワーク内に遺すことを試み、脳が焼き切れて肉体的に死亡するが、電脳化には成功する。
自身はログアウト可能でGM権限を有し、システム的不死となる保険を密かに設定していたが、攻略では一定の筋を通しており、正体発覚後はシステム保護を解除してキリトと正々堂々と戦っている。その姿勢は後に「どんな場面でも臆さなかった」とキリトから称され、決して許されない罪を犯しながらももう一つの現実を追い求めた意志はキリトに大きな影響を与え、仮想世界と現実世界のあり方を考えさせるきっかけになっている。
SAO事件後、拡散したデータの状態で電脳空間を彷徨っていたが、ALOでアスナを救出するべくオベイロンと戦うキリトの叫びにより覚醒。その思考模倣プログラムがキリトにALOの管理者権限を与え、勝利に繋がった。戦闘後はキリトを助けた代価として、仮想世界を作り出すプログラムである「世界の種子（ザ・シード）」を託し、再び電脳空間へと姿を消す。その後は行方を眩ましていたが、UWで戦うキリトたちの危機に際し「オーシャン・タートル」に現れ、敵の攻撃を受けながらも暴走寸前の原子炉を停止させ、再び電脳空間に戻っている。
クリスハイト（Chrysheight） / 菊岡 誠二郎（きくおか せいじろう）
声 - 森川智之
総務官僚。総務省総合通信基盤局電気通信事業部高度通信網振興課第二別室（省内名称：通信ネットワーク内仮想空間管理課、省内通称：仮想課）に所属している。職位は不明。「出世コースから外れて窓際部署に左遷されたキャリア」を自称している。誕生日は作中の12月9日。年齢は作中の2024年時点で30代前半ほど。
SAO事件においては、総務省SAO事件被害者救出対策本部（いわゆる「SAO事件対策チーム」）のリーダーとして被害者の搬送先となる病院の受入体制を整え、SAOがクリアされた直後、覚醒した和人の元へ駆けつけて事情聴取を行った。「ザ・シード」の拡散の後は、混沌とした状態に置かれ続けている仮想世界群の調査及び監視の行政事務を担当している。VRMMOゲームの研究がてらALOをプレイしており、和人のゲーマーとしての実力を見込んで彼に「死銃」との接触を依頼する。和人は菊岡を胡散臭く思っているが、一方で、SAO内で知り合った人々の連絡先の提供及び廃棄処分される筈のナーヴギアの所持の見逃し等様々な便宜を図ってもらっていることもあり、彼の頼みを断れずにいる。
総務省には出向で在籍しており本来の身分は陸上自衛官。階級は二等陸佐。プロジェクト・アリシゼーションの推進者にして、偽装企業「ラース」の最高責任者であった。ナーヴギアが発売された頃からフルダイブ型VR技術に注目しており、戦争を根底から覆す可能性を感じていた。自ら志願して総務省に出向していた理由も、SAO事件の顛末を自分の目で見届けること、VR技術等の規制を回避すること及び計画を推進するための手がかり・人材を確保することであった。バイトと称して和人をプロジェクト・アリシゼーションに密かに協力させた他、「死銃」の残党によって昏睡状態に陥った和人を治療することを名目とし、秘密裏に「オーシャン・タートル」へ搬送。彼の精神をUWに再びダイブさせることで治療を図る。UWでの一連の事件の解決後、責任を取らされることを予測して、最高責任者の座を凛子に一任。ガブリエル達の襲撃の際に負傷したことを利用して表向きには自身が死亡したと偽り、影でラースを支えることにした。しかし、未だにプロジェクトの軍事利用を諦めていないだろうと和人に推測されている。URでは比嘉の手を借りて誠二郎の双子の弟「菊岡礼三郎」という架空の存在を作り、身分を偽っている。
彼自身は和人たちに友情を抱いているが、立場上やむを得なかったとはいえ、裏での様々な工作並びに和人を死銃の調査及びラースの研究等に協力させたこと等のため、彼らからは基本的に邪険に扱われている。

## ソードアート・オンライン（SAO）

### アインクラッド編の登場人物
アインクラッド編以外で登場し、アインクラッド編の時系列においてSAOに囚われていた登場人物の説明も記載する。

#### 月夜の黒猫団（Moonlit Black Cats）
中層ゾーンで活動していた小規模ギルド。団員5人全員が現実世界で同じ部活の仲が良い友人同士。作中の2023年の4月8日にキリトを迎え入れた後、急速にレベルアップして当時の最前線付近まで活動域を広げるまでになる。しかし、同年6月12日、ケイタの不在時に第27層迷宮区の結晶無効化エリアでモンスターに包囲され、自力で切り抜けたキリトを除く団員4人が死亡。その事実に絶望したケイタの自殺により壊滅した。
サチ（Sachi）
声 - 早見沙織
ギルドの紅一点で槍使い。常に死への恐怖に怯えていた気弱な性格の少女。第27層迷宮区で他のギルドメンバーと共に死亡した。サチを含む黒猫団メンバーの死は、キリトの心にトラウマとなる深い傷を残している。
彼女自身、生きようとする気概が薄いゆえにそう長くは生き残れないであろうと予感していて、時限式の録音アイテムに遺言を残す。彼女の死の半年後に再生された彼女の言葉は、キリトへの感謝と仮に自分が死んでいたとしてもその責はキリトにないことを伝え、キリトには生き続けてくれるよう願う。死後約2年が過ぎた2025年6月22日には、旧アインクラッドのデータに付随していた彼女の残留思念がALO内でアスナと邂逅している。
ケイタ（Keita）
声 - 豊永利行
ギルドの団長で棍使い。ギルドメンバーを助けてくれたキリトをギルドに招きいれた。2023年6月、念願のギルドホーム購入のためにギルドを離れていた間にキリト以外のギルドメンバーが全滅したことに絶望し「アインクラッド」外周から投身自殺した。自殺する直前にキリトへ放った痛罵は、「ビーター」であることを隠していた彼の心に刻まれる。
キリト
ギルトのアットホームな雰囲気に惹かれ、途中から加入。悪名である「ビーター」であることを隠すため、自身のレベルなどを偽っていた。

#### 血盟騎士団（Knights of the blood）
SAOで最強といわれるギルド。略称はKoB。北米版での名称は「Knights of the Blood Oath」。赤と白を基調とした装いが特徴。第75層攻略時点での本部は第55層「グランザム」。30人ほどの少数精鋭の中規模ギルドで、元々は、ヒースクリフが1人ずつ声を掛ける形で結成された。結成時期は不明だが、2023年3月の第25層時点ではまだ新興ギルドとして扱われている。ギルドの運営や作戦指揮は主に副団長のアスナが務めており、団長のヒースクリフは戦闘外では静観していることが多い。ゲームクリア直前は「神聖剣」ヒースクリフを筆頭に「二刀流」キリト、「閃光」アスナといった当時最強格の3人を擁しており、他のメンバーも歴戦の勇士が名を連ねている。
ヒースクリフ
団長。神聖剣の使い手。片手剣に盾を装備し、段違いの防御力を有する。SAO事件の首謀者であり、ギルドを第90層以上の強力なモンスター群に対抗するための戦力とすることを目論んでいた。
アスナ
副団長。「攻略の鬼」と呼ばれ、剣技の特徴から「閃光」の異名を持ち、その美貌も含めてSAOプレイヤーの間で有名となる。
キリト
ゲームクリア直前に、アスナを賭けたヒースクリフとのデュエルに負けたことでギルドに加入する。
ゴドフリー（Godfree）
声 - 江原正士
ギルドのフォワード隊で指揮官を務める斧使い。第40層以前から所属しており、40層当時は両手剣を使用していた。キリトとクラディールの和解を図るために戦闘訓練に趣くが、キリトに恨みを持つクラディールにより仕掛けられた麻痺毒で身動きができなくなったところを殺害された。
原作とアニメ版では若干人物描写が異なり、原作では悪名高いキリトをあまり良く思っていない。アニメ版では気さくで大らかな性格として描かれており、キリトにも始めからフランクに接する。

クラディール（Kuradeel）
声 - 遊佐浩二
アスナを護衛する任務を受けていたが、アスナに対して任務を越えた偏狭的な執着を見せる。アスナと仲良く話すキリトを敵視したり、度を過ぎた監視をするなどのストーカー気味な行動から、アスナ本人から任を解かれる。
殺人ギルド「ラフィン・コフィン」ともつながっており、キリトにデュエルを挑み敗北したことを根に持ち、ゴドフリーが企画した戦闘訓練中の事故に見せかけてキリトの殺害を謀る（その際、狂気じみた表情と本性を見せた）が、アスナの介入で失敗。自ら命乞いを装い油断したアスナに騙し討ちをするが、身を呈して庇ったキリトにより殺される。やむを得なかったとはいえ、キリトがSAOで殺害したプレイヤーの一人であり、キリトの心の傷となる。
ノーチラス（Nautilus） / 後沢鋭二（のちざわ えいじ）
声 - 井上芳雄
劇場版アニメ『オーディナル・スケール』、TV『アリシゼーション　War of Underworld』に登場する。幼稚園の頃から想いを寄せていたユナをSAOに誘い、共にデスゲームに囚われる。
SAOではユナを現実世界へ帰すとの約束を胸に、第40層攻略当時にギルドの一軍へ昇りつめるが、恐怖に駆られると動けなくなるという「癖」がある。この「癖」は心因性のものではく仮想世界のシステム的な不適合性であることが発覚し、二軍への降格を言い渡される。第40層でプレイヤーがフィールドダンジョンの「閉じ込めトラップ」に嵌る事件に遭遇し、ユナと「風林火山」の2名、その他10名の救援隊を結成して現場へ急行するが、メンバーの経験不足によりトラップの二重ギミックを見抜けずに救援隊が二重遭難し、自身の「癖」により何も出来ずにユナを目の前で失ってしまう。その後ギルドを脱退して最前線から姿を消し、攻略組への憎しみを募らせ、特に「風林火山」に対してはその勇名が広まるにつれ、共に作戦に参加した2名のみならずメンバー全員へ逆恨みに近い憎悪に取り憑かれていく。

#### ラフィン・コフィン（Laughing Coffin）
PoHが組織した最凶最悪の殺人ギルド。通称「ラフコフ」。ゲームオーバーが現実の死となるSAOにおいて公然とPKを行う快楽殺人集団。次々に新しいPKの手口を開発し、100人を超えるプレイヤーを殺害した。2024年8月に捕縛を目的として「血盟騎士団」と「聖竜連合」を初めとする攻略組の有志50名による討伐隊がアジトを急襲するが、情報漏洩により逆に奇襲を受け、討伐隊側11人、ラフコフ側21人が死亡する惨事となり、PoHを除く12人が捕縛されたことで事実上壊滅する。この戦いは参加したキリトを始めアスナやクラインにとっても思い出したくない最悪の出来事として刻まれているが、SAO生還者となった「ラフコフ」構成員の一部はPKの快楽を忘れられず、VR関連の新たな犯罪に手を染めている。
PoH（プー） / ヴァサゴ・カザルス（Vassago Casals）
声 - 小山剛志（アニメ版） / 藤原啓治（ゲーム版）
ギルドのリーダー。アインクラッド編の「圏内事件」で初登場し、ファントム・バレット編でSAOにおける悪行とキリトとの因縁が語られ、アリシゼーション編で再登場してキリトと対峙する。
SAOでは躯で膝上までのポンチョで身を包み、フードを目深にかぶった姿で登場し、凄まじい剣技とPKを成功させるたびにスペックが上昇する魔剣クラスの大型ダガー「友切包丁（メイト・チョッパー）」により、数多のプレイヤーを斬殺している。殺戮の前の決め台詞は「イッツ・ショウ・タイム」。強烈なカリスマ性を持ち、その美貌と美声により多くの犯罪者プレイヤーを誘惑し、彼らを洗脳して狂的なPKに走らせた「陽気な扇動者」である。
策謀にも長けており、アインクラッドの第2層攻略の時点からPKを画策しており、スパイを送って攻略組の不和を誘発し、他プレイヤーに不正行為の手口を広め、さらにPKの心理的ハードルを下げるために不正を働いたプレイヤーを全プレイヤーの総意に基づいて処刑させることを企み、ついに2024年の元旦には殺人ギルドの結成をアインクラッド中に宣言する。ラフコフ討伐戦は大きくなりすぎた組織の舵取りに飽きた彼が意図的に仕組んだものであり、自ら双方に情報漏洩を行って全面衝突を誘導し、討伐戦の直前に自身は行方を晦ましている。
第5層でキリトの殺害に失敗して以降、彼に強く惹かれるようになる。どんなに苦しめ、誘惑しようとも決して屈しないキリトに歪んだ信頼と愛情を抱いており、ラフコフ討伐戦でキリトが正当防衛とはいえPKをした様に腹を抱えて大笑いし、ゲームクリアの際にはキリトを殺し損ねたことに深い失望と虚脱を味わう。

ザザ（XaXa） / 新川 昌一（しんかわ しょういち）
声 - 保志総一朗
アインクラッド編の「圏内事件」で初登場し、ファントム・バレット編でSAOでの素行が語られる。GGOにおける「死銃事件」の実行犯の一人であり、ステルベンとしてキリトと対峙する。
ギルドのトップ3の1人。通称「赤眼のザザ」。SAOでは髪と眼の色を赤にカスタマイズし、髑髏を模したマスクを着け、赤の逆十字を彩ったフードマントを纏う。エストックの達人で、他人のエストックを奪いコレクションしていた。言葉を短く切りながら話す癖がある。ジョニーと組んで10人を超えるプレイヤーを殺害する。「圏内事件」でキリトに恨みを持ち、ラフコフ討伐戦で攻略組と交戦するも敗北し、SAOクリアまで牢獄に拘束される。攻略組に捕縛された際、キリトに名乗ろうとするが、拒絶される。

ジョニー・ブラック（Johnny Black） / 金本 敦（かなもと あつし）
声 - 逢坂良太
アインクラッド編の「圏内事件」で初登場し、ファントム・バレット編でSAOでの素行が語られる。GGOにおける「死銃事件」の実行犯の一人であり、その半年後にアリシゼーション編の現実世界で和人と対峙する。
ギルドのトップ3の1人で、ザザの相棒。頭陀袋を思わせる黒いマスクで顔を覆い、子どもっぽい態度と外見を持つ毒ナイフ使い。PoHのことは「ヘッド」と呼んでいる。「圏内事件」でも殺害までには至らなかったものの、「忍び足（スニーキング）」スキルでシュミットの背後から忍び寄り、鎧の隙間から彼の喉を毒ナイフで掻き切るという暗殺者じみた行動を見せる。ラフコフ討伐戦で捕らえられ、ゲームクリアまで牢獄に拘束される。
プログレッシブ編ではデスゲーム開始当時の姿が描かれ、当時はジョーと名乗っていた。既にPoHの配下になっており、攻略組に紛れ込み問題が起こる度に煽動しプレイヤーたちの不和を生じさせていた。キリトが「ビーター」を名乗るようになった原因でもある。

#### アインクラッド解放軍（Aincrad Liberation Force）
アインクラッドで最大規模を持ち、1000人以上のプレイヤーを擁する超巨大ギルド。キバオウ率いる「アインクラッド解放隊」がシンカーの「MTD」を吸収合併して誕生。通称は「軍」。第1層の「はじまりの街」が根城。ゲームクリア直前には、キバオウ派により、効率の良い狩り場を独占し、徴税と称した恐喝行為などが横行する。ギルド内外で不満が募る中、キバオウがシンカーの謀殺を図る事件が発生するが、キリトとアスナによって事件は阻止される。その後、キバオウ派は除名され、シンカーによりギルド自体も解体される。
シンカー（Thinker）
声 - 水島大宙
現実世界では日本最大のネットゲーム総合情報サイト「MMOトゥデイ」の管理人をしており、争い事が苦手な性格でとても穏やかな人物。「MTD」に続きギルドのリーダーを務めるが、巨大組織を率いるにはリーダーシップが足りず、放任主義も災いしてギルドの統制が崩れ、派閥争いにも対応しきれずに徐々に指導力を喪失し、ゲームクリア直前にはキバオウが台頭して実権を失う。ギルド解散後には、改めてプレイヤーの互助組織を作り直すことを決意している。
現実世界への帰還後は、「MMOトゥデイ」の運営を再開。ALO事件後にユリエールと入籍する。アニメ版では、ユリエールと共にエギルの店で開催された「アインクラッド攻略記念パーティー」に参加している。ALOに新「アインクラッド」がアップグレードされた直後にはプレイヤーとして参加しており、アニメ版ではウンディーネとして描かれている。
スピンオフ作品『ソードアート・オンライン オルタナティブ クローバーズ・リグレット』にも登場する。
キバオウ（Kibaou）
声 - 関智一
ギルドのサブリーダーであり、実質的支配者。
ユリエール（Yulier）
声 - 白石涼子
ギルドの幹部でシンカーの副官。怜悧で長身の女性。キバオウの専制を快く思っておらず、ユイの素性を調べるために第1層に現れたキリトとアスナに、キバオウの企みにより「はじまりの街」の隠しダンジョンに囚われたシンカーの救助を依頼する。シンカーを心から慕っており、ALO事件後に彼と入籍する。シンカーと共にALOに参加し、アニメ版ではウンディーネとして描かれている。
コーバッツ（Kovats）
声 - 稲田徹
キバオウ配下であり、アインクラッド解放隊の中佐。「アインクラッド」解放という使命感に燃える一方、頑固で融通の利かない性格。ギルドの方針転換で最前線へ上がり、第74層迷宮区でキリトとアスナのパーティーと遭遇する。対ボス戦の準備と危険性の認識を欠き、キリトとアスナの忠告を無視して消耗した仲間を引き連れてボス戦に挑むが、返り討ちに遭い部下2名と共に死亡する。
キリト達は彼の死を悼みながらも、考えなしとしか言いようのない愚行については弁護のしようもなかった。

#### MTD（MMO Today）
シンカーがデスゲームの開始直後に立ち上げたギルドであり、ギルドの名称は彼が運営していたwebサイト「MMOトゥデイ」の略称である。ギルド結成当初はプレイヤー間の相互補助を目的としており、アイテムや情報をなるべく多くのプレイヤーで均等に共有し合おうとしていた。規模が拡大するにつれ、統制が効かなくなり、入手したアイテムや情報の秘匿の横行や、派閥同士による粛清や反発が相次ぐようになるが、「アインクラッド解放軍」に吸収されるまでは最低限のマナーは守っていた。

#### 黄金林檎（Golden Apple）
「圏内事件」にて語られたギルド。レアモンスターからドロップした敏捷力を上げる指輪を売却するために街に出かけたグリセルダがそのまま失踪し、後にギルドへはグリセルダの死亡が知らされる。グリセルダの死は、レア指輪を独り占めにしようとしたギルドメンバーの誰かの仕業だと思い込み、お互いに疑心暗鬼となった結果、「黄金林檎」は自然消滅する。アニメ版ではグリセルダを除き、グリムロックを含めた全員が生還している。
グリセルダ（Griselda） / ユウコ
ギルドのリーダー。高い技能とリーダーシップを持った女性剣士。グリムロックの妻であり、現実世界でも夫婦関係にある。デスゲームに巻き込まれる前はグリムロックに従順だったが、その後はただ怯える彼とは逆にデスゲームからの脱出を志し、積極的に行動するようになる。彼女の謎の死は、夫であるグリムロックの依頼を受けた殺人ギルド「ラフコフ」による指輪強盗に見せかけた暗殺だった。
ヨルコ（Yolko）
声 - 山本希望
ギルドの元メンバーだった女性で、指輪の売却に反対していた1人。グリセルダの死に疑いを持ち、真相を確かめるために元メンバーだったカインズと共に「圏内事件」を演出し、圏内ではシステム上あり得ないPKを偽装する。
カインズの偽装死ではその目撃者を演じ、事件の捜査に乗り出したキリトとアスナへ情報を提供する振りをして巧みに誘導してシュミットを誘い出し、彼らの前で第2の犠牲者を演じる。恐怖と罪悪感に駆られたシュミットから首尾よく証言を引き出すが、カインズやシュミット諸共「ラフコフ」に殺されそうになる。間一髪でキリトに救われ、キリトからグリセルダの死の黒幕がグリムロックであると聞かされた際はひどいショックを受ける。犯行を否認し続けたグリムロックに決定的な証拠を突きつけて自白を引き出したことから、キリトから「現実に戻ったら検事か弁護士になるといい」と評される。
アニメ版ではSAOクリア後、カインズと共にエギルの店で開催された「アインクラッド攻略記念パーティー」に参加している。
シュミット（Schmitt）
声 - 加藤将之
ギルドの元メンバーだった男性で、指輪の売却に反対していた1人。ギルド解散後に装備を一新して「聖竜連合」へ鞍替えしたことから、ヨルコたちからグリセルダを殺害した犯人と疑われる。
ヨルコたちの「圏内事件」の演出により、何も知らずにグリセルダの死の一因を作り、その一件で得た金で装備を買い揃えたことをグリセルダの墓の前でヨルコたちに告白した。キリトからグリセルダの死の真相を聞き、自身がグリムロックに利用されていたことを知り、グリムロックに必ず罪を償わせることをキリトたちに約束する。
グリムロック（Grimlock）
声 - 成田剣
ギルドの元メンバーの1人。グリセルダの夫で、現実世界でも夫婦である。
デスゲームに巻き込まれた事で変わった妻へ嫉妬にも似た歪んだ思いを抱き、「ラフコフ」に依頼して妻を殺害している。事件の犯人を探し出そうとするヨルコとカインズの接触を受け、事件を闇へ葬るために再び「ラフコフ」に依頼してシュミットも含めた3人の殺害を図るが、キリトらによりその目論見は失敗する。身柄を確保された後、ヨルコに決定的な証拠を突きつけられ全てを自白する。アスナから自身がグリセルダに抱いていた感情は愛ではなく単なる所有欲であると詰られた。その後、身柄はヨルコたちに引き渡され、連行された。

#### 風林火山（Furinkazan）
クラインがリーダーを務める侍ギルド。クラインのSAO以前からの友人たちで構成されている。ギルドタグは武田菱であり、メンバーは赤を基調とした侍をモチーフとした姿で統一されている。デスゲーム開始直後のスタートダッシュには出遅れたが、2ヶ月後には攻略組のギルド「聖竜連合」とのデュエルに勝利するほどの実力を付け、第75層でのボス戦には全メンバーが参加している。ゲームクリアまで1人の戦死者も出さずに過酷な最前線を戦い抜き、無事に現実への生還を果たす。
アニメ版ではクラインを含めた総勢6名（全員男性）のメンバーが描かれており、扱いとしてはモブキャラクターながら後述の『オーディナル・スケール』にて個々の名前まで設定されていることが確認できる。
クラインを除きSAOクリア後の去就は不明であったが、劇場版アニメ『オーディナル・スケール』でメンバーが再登場する。SAOで死亡した悠那の件に関わっていた「風林火山」を一方的に憎悪するエイジから暴行を受け、メンバーは病院送りとなったが、「ゲームの中のこと」として被害届は提出していない。
クライン（Klein）
ギルドリーダー。

#### 聖竜連合（Divine Dragon Alliance）
「血盟騎士団」と肩を並べる攻略組の大ギルド。北米版での名称は「Holy Dragon Alliance」。成立時期は第40層フロアボス戦時点から同年のクリスマスイヴの間。ギルド名や構成員から「ドラゴンナイツ・ブリゲード」と他のギルドとの合併、あるいは吸収によって誕生したと思われるが経緯は不明。強引な手段も辞さずにトッププレイヤーを集めており、「ビーター」であるキリトを勧誘したこともある。
「最強」と謳われる血盟騎士団に対してこちらは「最大」を特徴としている。血盟騎士団への対抗意識は強く、装いは血盟騎士団の赤とは対照的な青を基調としている。ギルドの本部を血盟騎士団の本部よりも上層の第56層に移転した際には豪勢な記念パーティーを開くなど、SAOでのデスゲームを一番楽しんでいる人種でもある。
シュミット
ディフェンダー隊のリーダーでランス使い。攻略組でも最大級のHPと堅固な防具を身に纏い、アインクラッド最強と言えるほどの防御力を誇る。仲間を思う一面もあるが、本性は臆病な小心者。万が一のルール変更に備えて、第1層に残るのではなく前線で自身を鍛え続けることを選択する。壁役となった理由は全キャラクター構成の中で壁戦士が最も死亡率が低いからである。アニメ版では、第75層ボス攻略戦に参加し、「ラフコフ」討伐戦ではリーダーを務めており、ゲームクリア後には無事現実へ帰還している。
ギルド「黄金林檎」の元メンバーであり、とある事件を切っ掛けに「聖竜連合」に加入する。

#### その他の登場人物（SAO）
コペル
キリトが第1層の武器入手クエストで出会った少年。キリトは元ベータテスターと推測している。SAOがデスゲームとなった後、死への恐怖から他人を蹴落としてでも生き残る決意を早々に固めていた。キリトと共同でクエストに挑む最中、おびき寄せたモンスターでMPK（Monster Player Kill）しようと目論むが、おびき寄せたモンスターのとある特性を知らなかった為に自身も襲われて奮戦の末に死亡する。
ニシダ（Nishida）
声 - 斎藤志郎
ゲームとは無縁な一般人。気さくで朗らかな性格な50歳過ぎの男性。現実世界では、ネットワーク運営企業「東都高速線」の保安部長。SAOの回線保守の責任者としてログインしていたところを、デスゲームに巻き込まれた。第22層で新婚間もないキリトとアスナと出会い、すぐに懇意となり、池の主を釣り上げるための協力をキリトに依頼する。趣味である「釣りスキル」が非常に高く、950以上ある。
ロザリア
声 - 豊口めぐみ
槍使いの女性で中層プレイヤー。オレンジギルド「タイタンズハンド」のリーダー。グリーンの本人が手頃な獲物となるパーティーに参加し安心させ、頃合を見て誘い出し犯罪者（オレンジ）プレイヤーの部下に狩らせる手口で、強盗や殺人を繰り返していた。ピナを蘇生させるために入手したレアアイテムを狙いシリカを襲ったが、「タイタンズハンド」の被害者からの捕縛の依頼を受けて同行していたキリトに阻止され、部下共々牢獄へ送られる。
サーシャ（Sasha）
声 - 藤井京子
当初は攻略を目的としていたが、ゲームに適応できない低年齢プレイヤーたちを放っておけず、第1層の「はじまりの街」にある教会で子供たちを保護するようになった女性。面倒見がよくしっかり者。「アインクラッド解放軍」のキバオウ配下の兵士達に絡まれていた子供たちをアスナとキリトに救われた。子供たちから全幅の信頼を置かれていて「先生」と呼ばれて慕われ、キリトとアスナからもその姿勢に敬意を払われている。現実世界では、教職課程を取っていた大学生。
現実世界へ帰還し、ALOに新生アインクラッドがアップデートされた直後にはプレイヤーとして参加、種族はシルフ。アニメ版ではSAOクリア後、「アインクラッド攻略記念パーティー」に参加している。
アシュレイ
服飾職人のプレイヤーで、アインクラッドで最初に裁縫スキルをコンプリートした「カリスマお針子」。アスナの私服の制作者。
ユナ（Yuna） / 重村 悠那（しげむら ゆうな）
声 - 神田沙也加
劇場版アニメ『オーディナル・スケール』で登場する。エイジ（SAOのアバター名はノーチラス）の幼馴染で、ゲーム好きが接点となり別々の高校に進学しても友達付き合いをしており、現実世界では彼を「エーくん」の愛称で呼び続けていた。父によってクラシック以外は許してもらえなかったため、幼い頃からピアノとクラシック・ギターを習っていたが、本当は歌、それもガールズポップやアニメソングのほうが好み。好きなジャンルは所謂音ゲーであったが、エイジの誘いで楽器演奏スキルの存在を知って興味を持ち、SAOを始める。
SAOでは第40層攻略時点（作中の2023年10月15日）で修得者が殆どいない「吟唱」スキル持ちの女性プレイヤー。密かに深夜、毎晩どこかの街の転移門で三曲の「吟唱」スキルを歌うことを習慣とし、ファンからは「歌エンチャンター」、略して「歌チャン」と呼ばれる。ダンジョン内の「閉じ込めトラップ」に嵌ったプレイヤーを救出するために、「吟唱」スキルによるサポートを望み、ノーチラスと共に作戦に志願する。この作戦で、「吟唱」スキルによって囮となることで二重遭難した救援部隊を全滅の危機から救うが、自身は20体以上のモンスターに袋叩きにされて唯一の戦死者となる。彼女の死は父とノーチラスのその後に大きな影を落とす。

### プログレッシブ編の登場人物
アルゴ（Argo）/ 帆坂 朋（ほさか とも）

キズメル（Kizmel）
声 - 伊藤静
黒エルフの女剣士。意思疎通が可能であるためNPCに見えるが、システム上はモンスターである。アインクラッドの世界観に合わせた知識を持ち、人間と大差ない人格を有しているが、NPC同様に自身が仮想世界の存在であることは知らない。第3層から始まる長期クエストでキリトとアスナに助けられ、クエスト終了まで2人と行動を共にする。第3層攻略直後に一時的に2人と別行動をとるが、第4層の途中で再会し、第4層ボスを倒した後に2人が使用していた船「ティルネル号」を預かって別れている。
ディアベル（Diavel）
声 - 檜山修之
第1層のボス攻略のリーダーを務めていた剣士プレイヤー。バラバラだったプレイヤー達を纏め上げ協力して第1層ボス攻略に当たった優秀なリーダー。
周囲には隠していたが、自身もキリトと同じ元ベータテスターであり、その経験を元に攻略の指揮を執る。ベータテスト当時とは容姿も名前も違うためにキリトは気づけなかったが、当時から彼とキリトは面識があった。そのため、ボスを倒した者に与えられる「ラストアタックボーナス」をキリトに横取りされることを警戒し、攻略の前にキバオウとアルゴを介して彼の剣を買収しようとしたり、キリトをボス本体ではなく、取り巻きの雑魚モンスターの討伐役に回すといったしたたかな一面も見せた。的確な指揮でボスを追い詰めるが、ラストアタックを狙うために突出したことが仇となり、ベータテスト時と違うスキルで反撃してきたボスモンスターに対処しきれず死亡。消滅する直前、キリトにボス攻略を任せた。
SAOプレイヤー達を守り導くためには強いリーダーが必要であるという認識を早くから持ち、ベータ出身者でありながら真剣に非ベータテスターのことを気遣っており、全プレイヤーを纏め上げた姿が、それまで自分が生き残ることだけを考えていたキリトを動かす。また、ディアベルの死は象徴を失った初期の攻略集団が2つの派閥に割れる一因にもなった。
ミト（Mito）/ 兎沢 深澄（とざわ みすみ）
声 - 水瀬いのり
劇場版『-プログレッシブ- 星なき夜のアリア』『-プログレッシブ- 冥き夕闇のスケルツォ』に登場。元ベータテスターであり、現実世界では明日奈の中学のクラスメイトで親友。
幼少期からゲームが好きで、中学進学後も変装してまでゲームセンターに入り浸るほどのヘビーゲーマー。対戦型格闘ゲームでは大柄な男性キャラクターを好んで使用しており、SAOベータテストでもその趣向を反映したアバター（声 - 中尾隆聖）でプレイしていた。
デスゲーム開始後、アスナを現実世界に返すことを約束し共にクリアを目指していたが、モンスターに囲まれ窮地に陥ったことでアスナを見捨てて逃げ出してしまう。後にキリトが仲立ちに入ったことで和解したが、攻略組からは退いて防具職人としてプレイヤーたちの支援に徹した。
アニメ10周年記念イベント『FULL DIVE』で披露された朗読劇にて2年間のデスゲームを生産職として生き抜き、キリトの黒コートを製作したことやその後2026年の和人の誕生日パーティーに出席したことが明かされた。武器は大鎌と投剣。
UR編にて原作初登場を果たす。生産職プレイヤーの裁縫師「アシュレイ（二代目）」の名で多大な貢献をしており、キリトのコートのみならずアスナの騎士服なども製作していたことが明言された。朋（アルゴ）の手引きで私立エテルナ女子学院近くのカフェにて明日奈と再会する。設定は劇場版とは異なっており、SAOではアスナを見捨てるような行為はしていない。

#### アインクラッド解放隊（Aincrad Liberation Squad）
最初期に存在した攻略組の二大派閥の片割れ。第1層攻略後にキバオウの派閥によって結成され、「リソースを最大限広く分配すべし」というキバオウの信念 により、同じ攻略集団でありながら方針の違いで「ドラゴンナイツ・ブリゲード」と対立状態になる。第25層の強力なフロアボスとの戦いで主力を失って壊滅し、攻略組から脱落した。その後、再起を図るべく攻略組と袂を分かって第1層へと渡り、「MTD」を吸収して「アインクラッド解放軍」へと改名する。
キバオウ（Kibaou）
声 - 関智一
関西弁が特徴的な「アインクラッド解放隊」リーダー。攻略組から脱落後、「アインクラッド解放軍」の実質的支配者となる。
強者が弱者を教え導かなければ攻略は進まないという理念を持つ。それゆえに元ベータテスターに偏見を抱いており、第1層の攻略会議で彼らを糾弾しようとした。アニメ版では第1層フロアボス打倒直後にキリトを責め、彼に「ビーター」を名乗らせる直接の原因となった。逆に原作ではキリトが汚れ役を買って出たことに気づいた数少ない人間の1人であり、彼を認められないとしつつも感謝の意を示している。
ギルド起ち上げ後も「ドラゴンナイツ・ブリゲード」と衝突を繰り返すなど、攻撃的で感情的な言動を多く見せるが、根は話のわかる人物でありリーダーとしての資質は備えている。しかしながら、スパイに煽動された内部の過激派を抑えきることが出来ないなど、ギルドの舵取りには苦慮している面が見受けられる。
「アインクラッド解放軍」では、周囲から見ても性格が一変しており、自身に賛同する幹部と共にギルドの収入を激増させて自身の権力強化に注力する。ゲームクリア直前には権力や収入へ傾倒し過ぎたことで末端の団員を中心に大きな反発を招き、これを抑えるためにコーバッツら精鋭を第74層へ送り出すが、複数の死者を出して失脚寸前となる。追い詰められた彼はシンカーの謀殺を図るも失敗し、一派共々ギルドから除名される。
アニメ版の14話では無事にログアウトしたことが確認できる。
リーテン
声 - 本渡楓
壁要員（タンク）のロングメイス使い。第5層時点では入手困難なスチール製防具を全身に装備している。実は女性であり、「ドラゴンナイツ・ブリゲード」のシヴァタと密かに交際している。鎧は知り合いの女性鍛冶師の作で、挿絵 よりリズベットであることが示唆されている。
オコタン
「アインクラッド解放隊」でリクルートを担当するハルバード使い。穏健派であり、ギルド内部の過激派の抜け駆けを抑えるべくキリト主導の作戦に参加する。

#### ドラゴンナイツ・ブリゲード（Dragon Knights Brigade）
最初期に存在した攻略組の二大派閥の片割れ。リンドを中心に亡きディアベルの派閥が第3層で立ち上げたギルド。「トッププレイヤー達が希望の象徴として最前線に雄々しく立つ」という彼の考えから、方針が対称的な「アインクラッド解放隊」とは攻略集団を二分して対立状態にある。第25層で「アインクラッド解放隊」が脱落した後も第40層時点で健在を保っている。
リンド
声 - 大塚剛央
ギルドのリーダーである曲刀使い。原作では感情のままにキリトを糾弾し、「ビーター」を名乗らせる直接の原因となっている。ディアベル亡き後に派閥のリーダーを引き継ぎ、ギルドを立ち上げる。アバターの髪色をディアベルと同じ色に染め直すなど彼への想い入れは強い。
攻略会議の壇上など普段はディアベルのようにリーダーらしく振る舞おうと務めているが、激しい感情を押し殺しているシーンも多く、キバオウとは対照的な人物。キリトはリンドを認めつつも、彼がディアベルに成り代わることは難しいと評する。
アニメ版ではSAO編時点で武器を両手剣に変更し、トサカのような金髪へと変えている。聖竜連合がレアアイテムを狙ってキリトを追跡した際にシヴァタ・ヤマタと共に軍勢を率いている他、様々なシーンで3人組で行動している姿が確認できる。
シヴァタ（Shivata）
声 - 永野由祐
ギルドの幹部。キリトには頭に血が上ったリンドを諌められる冷静な人物と思われている。「レジェンド・ブレイブス」の武器強化詐欺の被害者の1人。後に「アインクラッド解放隊」のリーテンと交際を始め、彼女とは「リっちゃん」「シバ」と呼び合う。
アニメ版では名無しの「聖竜連合」メンバーと同じ格好で、フルアーマーの盾持ち片手剣使いとなっている。
ハフナー
ギルドのサブリーダー。いかつい顔で金髪の両手剣使い。武器強化詐欺事件の被害者の1人。ギルドに属してはいるがゲーム攻略を第一と考えている。第5層にて「アインクラッド解放隊」との決裂を防ぐべく、ギルドの不利益を承知の上、キリトの「アインクラッド解放隊」抜け駆け阻止の作戦に乗った。
ヤマタ
声 - 高橋伸也
TVアニメ第1期3話や『SAOP』の挿絵の頃から背景に登場し続けている浅黒い肌の刀使い。
劇場版冥き夕闇のスケルツォのパンフレットにて初めて設定画やキャスティングが公開される。
アニメ第1期の頃と「P」の時期では髷の有無が異なり、あるのが前者。
モルテ（Morte）
声 - 小林裕介
第3層からギルドに参加した元ベータテスター。楽観的な口調だが、そのうちには快楽殺人を肯定する危険な思想を秘めている。「ラフコフ」の原型であるPK集団のスパイ。
ベータテスト時の経験を活かしてリンドに情報を提供するが、裏ではキバオウにも手を貸し、両者がクエスト攻略で衝突し、殺し合いに発展するよう仕組んでいた。同じクエストに参加していたキリトが計画の邪魔になった際は、デュエルを挑んでシステムの穴を突き合法的にPKしようとしたが、予想よりも早くリンドとキバオウが遭遇したため見つかる前に退却する。

#### エギルの一団
最初期にエギルと行動を共にしていた男性プレイヤー達。キリト曰く「アニキ軍団」。「アインクラッド解放隊」と「ドラゴンナイツ・ブリゲード」のどちらにも属さず、攻略集団の中で独自の立ち位置を築いている。ウルフギャング（声 - 阿座上洋平）、ローバッカ（声 - 玉井勇輝）、ナイジャン（声 - 関幸司）が第5層にて「アインクラッド解放隊」抜け駆け阻止の作戦に参加する。

#### レジェンド・ブレイブス（Legend Braves）
SAO以前のゲーム仲間で構成されたギルド。第1層での遅れを取り戻すべく、PoHらしき人物に勧められ「強化詐欺」に手を染めていた。第2層攻略後はまっとうなギルドとしてやり直しており、第3層ボス攻略への参加は見送っている。メンバーはそれぞれ有名な英雄の名前をキャラクターネームにしている。
ネズハ（Nezha）
片手武器作成スキルを持つ小柄な鍛冶職人プレイヤー。
遠近感覚がうまく掴めないフルダイブ不適合者で、そのハンディのせいで仲間たちの攻略組への参加を遅らせてしまったことへの引け目から、罪悪感を覚えながらも詐欺を行う。手口を見抜いたキリトに諭されて職人を廃業し、チャクラムを用いた戦闘職に転向し第2層攻略に貢献した。直後、ボス戦に参加していたプレイヤー一同の前で詐欺を告白し独りで罪を被ろうとしたが、仲間であるオルランドたちも自供し、全員の装備品全てを差し出して損害賠償を行うことで手打ちになった。キリトとはその後も交流を持ち、彼の無茶な頼みにも快く応じている。

#### その他の登場人物（SAOP）
コタロー、イスケ
ギルド「風魔忍軍」に属する元ベータテスターの二人組。
2人そろって語尾に「〜ござる」を付けるなど、名前、外見、中身含めて完全な忍者かぶれ。ベータテスト時から敏捷性に特化し、素早さを武器とした戦いを得意としている他、危なくなるとダッシュ力にものを言わせ、近くのパーティーにモンスターを擦り付けるといった行為を繰り返していたため、同じベータテスターからも嫌われていた。
第2層にてアルゴから「エクストラスキル」会得のためのクエスト情報を強引に聞き出そうとしたが、偶然通りかかったキリトに阻止され、直後に現れたモンスターに追いかけられてどこかへ逃げて行った。
ユナ / 重村 悠那（しげむら ゆうな）
声 - 神田沙也加
短編『メモラブル・ソング』時点でアシュレイと知己であった。戦闘スキルを十分に上げるまで町から出ないというノーチラスに反発して家出に踏み切り、はじまりの街近辺の《圏外村》で歌の練習をしているところでミトと出会う。
アシュレイ
デスゲーム開始1ヶ月後の時点で既に裁縫スキルを習得しており、ユナの帽子を製作した。家出したユナの護衛を引き受け、滞在していた村でミトと出会い、別れた直後に村ごとMPKされそうになるがミトに救出される。なお、先に登場していた『ガールズ・オプス』での描写と異なり、ミトの主観ではあるがはっきり女性と書かれている。

## アルヴヘイム・オンライン（ALO）

### フェアリィ・ダンス編の登場人物
レコン（Recon） / 長田 慎一（ながた しんいち）
声 - 村瀬歩
現実世界では直葉の中学校での同級生で、彼女に恋愛感情を抱いている。いわゆるゲームオタクで、ゲームの知識に疎い直葉からVRMMOについてアドバイスを求められ、ALOを勧める。それが縁で、ALOではリーファとよくパーティーを組んでいる。
シルフの小刀使いで、先行偵察を目的としたキャラメイクに特化しており、キリトからは「謎ビルド」と呼称されている。シルフながら闇魔法系の隠蔽魔法や隠密行動スキルに長けている。
シグルドの些細な言動に違和感を覚え、彼を尾行した結果、サラマンダーと内通しているという事実を突き止める。直後に気づかれて捕らえられるも、ログアウトして直接電話で直葉にその事実を伝え、彼らの企みを阻止する切っ掛けを作る。
世界樹攻略戦の折、キリトとリーファの活路を開くために、通常に倍するデスペナルティと引き換えに闇属性の自爆魔法によってガーディアンの群れを屠った。その根性を買ったサクヤにスカウトされ、ALO再開後はシルフ領主館のスタッフとしてスイルベーンに常駐している。
オベイロン（Oberon） / 須郷 伸之（すごう のぶゆき）
声 - 子安武人
総合電子機器メーカー「レクト」のフルダイブ技術研究部門の主任研究員。明日奈の父の部下の息子であり、その信頼も篤い。能力的には優秀で人の良い好青年を演じているが、目上の人間がいないと衝動のままに人をこき下ろし、その本性は冷酷非道で利己的な野心家。明日奈の両親の前では猫を被っていたが、結城兄妹からは嫌われていた。茅場の後輩だが、自身よりも優秀で想いを寄せていた神代が茅場の恋人だったことから、茅場に憎悪と嫉妬を抱いていた。
現実世界ではALOの運営に携わる裏で、人間の記憶・感情・意識をコントロールする研究を進めるために、人体実験の被験体としてアスナを初めとした約300人のSAOプレイヤーをALO内の研究施設に拉致する。研究成果と意識が戻らない明日奈と結婚して「レクト」を手に入れ、これらを手土産にアメリカの企業に自身を売り込むことを企む。
ALOでは妖精王オベイロンとしてGM権限を持ち、世界樹上層に捕らえたアスナを女王ティターニアに見立てて自分のものにしようする。世界樹を攻略して再会したキリトとアスナに対して、GM権限を悪用して二人を蹂躙するが、ネットワーク上に彷徨う茅場によってキリトにGM権限を奪われて敗北する。その後、現実世界で覚醒した明日奈に会いに病院に来た和人を待ち伏せして殺害を図るが、返り討ちにされそのまま警察に逮捕された。逮捕後は、黙秘に次ぐ黙秘、否定に次ぐ否定、挙句に全てを茅場に負わせようとするなど醜く足掻きに足掻くも、部下の1人が重要参考人で連行された直後あっけなく全てを自白する。
裁判が始まってからも精神鑑定を申請するなど手段を選ばず足掻き続け、第一審で実刑判決が下るも控訴して東京高裁で係争中。アリシゼーション編で、海外逃亡を画策していたことで保釈申請を却下されていることが明らかにされる。

#### 各種族の領主・幹部
サクヤ（Sakuya）
声 - 矢作紗友里
シルフの領主。領主の多忙さゆえに数値的ステータスはあまり高いわけではないが、デュエル大会では常に上位にランクインする実力者。
シグルドの裏切りによりサラマンダーの大部隊に襲われそうになるが、駆けつけたキリトとリーファによって救われ、その後にはアリシャと共に世界樹攻略を応援するキリトのために部隊を率いて駆けつける。
旧ALOでの事件終了後、アスナが新「アインクラッド」第22層にプレイヤーホームを購入してからは、しばしば食事に招かれている。
シグルド
声 - 桐本琢也
サクヤの側近を務めるシルフの男性。領内における軍務を預かっていた。キリトに出会うまでリーファが所属していたパーティーのリーダーでもある。
権力志向が強く、勢力的にサラマンダーの後塵を拝する状況を屈辱的に考えていた。そのため、サラマンダー領主と密約を結び、近いうちに導入されるという噂だった「転生システム」によるサラマンダーへの種族替えを対価に、シルフ及びケットシーの領主を売り渡すことを画策する。種族会議に駆けつけたキリトとリーファによって企みは阻止され、サクヤによってシルフ領から追放される。
アリシャ・ルー（Alicia Rue）
声 - 斎藤千和
ケットシーの領主。独特の口調で話す。サクヤとは友人関係にある。遠く離れた相手との会話ができる闇魔法を使え、これによりサクヤはシグルドの種族追放を告げる。
サクヤと共にケットシー族の最終戦力である「竜騎士（ドラグーン）隊」を率いて世界樹を攻略しようとするキリトの応援に駆けつける。
テイムスキルは高く、UR編開始直前の頃にはカンストを達成している。
ユージーン
声 - 三宅健太
サラマンダー領主・モーティマーの弟で、サラマンダー部隊の指揮官。
伝説武器（レジェンダリィ・ウェポン）である「魔剣グラム」を持ち、サラマンダー最強にしてALO最強プレイヤーと言われている。「SAO生還者」であるキリトとも互角に渡り合うほどの強豪。領主会議にてキリトと激突し壮絶な白兵戦を演じるが、二刀流に切り替えたキリトに力及ばず敗れる。
旧ALOでの事件終了後、キリトたちとの親交も深まり、部下たちと共に新「アインクラッド」攻略の大パーティーに加わり、第22層のキリトとアスナの家に招かれたりする。大規模アップデートによりSAOのソードスキルシステムが導入されてからは、必殺技級の8連撃オリジナル・ソードスキルを独自開発している。

#### その他の登場人物（ALO）
カゲムネ
声 - 真殿光昭
サラマンダーのランス隊の隊長。炎系の魔法を操る魔法騎士。シルフ狩の名人。武器は槍で黒い兜が特徴。
キリトのログイン直後、部隊を率いてリーファとレコンを襲っていたが、乱入したキリトにより撃退・見逃される。調印式襲撃でユージーンがキリトに敗れた後、見逃してもらった礼か、キリトのハッタリに口裏を合わせていた。
ジータクス
声 - 田中一成
ルグルー回廊でキリトとリーファを襲撃したサラマンダーたちのリーダー。メイジ隊のリーダーでもあり、以前からシグルドと内通していた。
キリトたちを追い詰めるが、幻属性の魔法によって巨大な悪魔に変身したキリトによって隊は壊滅し、自身は逃亡のため慌てて地底湖に飛び込んだが、水中にいたモンスターに倒された。
フリスコル
ルグルー回廊でキリトとリーファを襲撃したサラマンダーのメイジ。仲間たちがキリトに倒される中、尋問のため一人だけ生け捕りにされる。当初は証言を拒否したが、ネットゲーマーの心理を突いたキリトが提示した「襲った理由を教えるなら、直前のサラマンダーの集団との戦闘で得た全ドロップアイテムを渡す」という取引に応じて、サラマンダー領が慌ただしい動きをしていることを教えた。
URにも参加していたが、「忌まわしき者の絞輪」でムタシーナの軍門に下る羽目になる。ラスナリオを偵察中にインセクサイト組に捕らえられ、キリトと再会し、前回同様の取引によって自分の知る情報をキリトたちに教えた。その後はシリカやシノン達のUR攻略に協力している。ムタシーナを「ムタムタ」、シノンを「シノシノ」と呼ぶなど、名前を連呼する癖を持つ。

### キャリバー編の登場人物
トンキー
象とクラゲが組み合わさったような姿をした邪神級モンスター。他のモンスターに襲われているところを世界樹を目指す途中のキリトとリーファに助けられ、以降リーファに懐くようになる。その容姿から、キリトには「キモい」「個性的」と評されているが、リーファは「キモくない」「かわいい」と反論している。
エクスキャリバー獲得クエストではキリトらをダンジョンに運ぶ送迎の役割を担う。
ウルズ
声 - 桑島法子
ヨツンヘイムに住む《丘の巨人族》で「湖の女王」。2人の妹を持つ。身長3メートルの大きさで、金髪の髪の女性の姿だが、髪の先端が半透明の触手になっており、手足には真珠色の鱗がある。
《霜の巨人族》の王スリュムの企みにより、ヨツンヘイムから世界樹の恩恵が失われ、自身の力が全て失われる寸前に追い込まれる。この状況を打破するために、眷属であるトンキーと絆を持ったキリトたちのパーティーに、《ウルズの湖》に投げ込まれた聖剣エクスキャリバーを引き抜くクエスト「氷宮の聖剣」を依頼する。眷属たちが狩られ尽くされる前に、無事、エクスキャリバーを確保したキリト前に妹たちと共に現れ、クエストの報酬としてエクスキャリバーを与える。
スリュム
声 - 飯塚昭三
ニブルヘイムに住む《霜の巨人族》の王。見ただけで判断できないほどの巨大な体躯を持つ。性格は野心的で狡猾さが最大の武器とウルズは評している。
オオカミの姿に変身して《ウルズの湖》にまで侵入し、エクスキャリバーを投げ込むことで、ヨツンヘイムから世界樹の恩寵を失わせ、氷雪の世界となったヨツンヘイムを占領する。さらにウルズの眷属たちの殲滅を加速するために、ALOプレイヤーたちにエクスキャリバーの偽物「偽剣カリバーン」を餌に利用したクエストを依頼する。
ウルズの依頼を受けたキリトたちと対峙し、嫁にするつもりで招き入れたフレイヤが実はトールの変装であり、「雷槌ミョルニル」を取り戻したことで元の力を取り戻したトールに倒される。
トール（Thor）
声 - 玄田哲章（トール）、皆口裕子（フレイヤ）
北欧神話の雷神。スリュムヘイムに潜入した際には女神フレイヤ（Freyja）に変装していた。
氷の牢獄に入れられていたところをクラインに助けられ、パーティーに加わり、キリトからミョルニルを受け取ったことで正体を現し、スリュムを倒す。その後、クラインに人間大に扱えるサイズにした伝説武器「雷槌ミョルニル」を与え去って行った。

### マザーズ・ロザリオ編の登場人物

#### スリーピング・ナイツ
バーチャル・ホスピス「セリーン・ガーデン」で知り合った重病患者たちが結成したギルド。ALOだけでなく、「アスカ・エンパイア」を皮切りに他の色々なVRMMOをプレイしてきた。結成当初はランをリーダーとする9人で構成されていたが、彼女を含む3人が相次いで他界し、2026年1月の時点でユウキをリーダーとする6人構成となっている。5人のメンバーは、シウネーの他に小柄なサラマンダーの少年であるジュン（声 - 山下大輝）、巨漢のノームであるテッチ（声 - こぶしのぶゆき）、眼鏡をかけたレプラコーンの青年であるタルケン（声 - 田丸篤志）、スプリガンの女性であるノリ（声 - 田野アサミ）。
メンバー減少に伴い同年の春までに解散することになっていたが、自分たちが生きていた証を残すべく挑戦したボス攻略の助っ人を務めたアスナの影響を受け、ユウキの死後も残された5人で存続している。
ユウキ
ギルドのリーダー

シウネー（Siune） / 安 施恩（アン・シウン、안시은）
声 - 嶋村侑
ウンディーネの女性。唯一のメイジで、ボス攻略ではバックアップを務める。
現実世界では在日韓国人の父を持つハーフで、急性リンパ性白血病を患っている。一度は化学療法で寛解したものの再発してしまい、安らかに最期を迎えることを望んでいたが、ユウキと接するうちにくじけてはいけないと思い直す。ユウキと死別した直後に治験薬が劇的に効いて白血病細胞が突如消滅する。その後、ユウキの葬儀に参列して明日奈と対面している。
アリシゼーション編では「スリーピング・ナイツ」三代目リーダーとなっており、リズベットの呼びかけに応じ仲間たちと共にUWに駆けつける。韓国語を理解できることからヴァサゴに扇動された中国・韓国のプレイヤーの誤解を解こうとするが、ヴァサゴの卑劣な策により失敗してしまう。
Web版での名前は「シーエン」だったが、韓国人の女性名にその名前は存在しないため、文庫版では、韓国でメジャーな「シウン（施恩）」という名前に改められている。
ラン / 紺野 藍子（こんの あいこ）
「スリーピング・ナイツ」の元メンバー。ユウキの双子の姉で、ユウキと同じくHIV感染者。アスナがユウキと知り合う1年前に他界している。
バーチャル・ホスピスで知り合った重病の患者達と共に「スリーピング・ナイツ」を立ち上げ、初代リーダーとなった。戦闘でのポジションは後方支援だったが、ユウキによれば彼女よりもずっと強かったらしい。倉橋には「あまり似てない姉妹だった」「（藍子の）顔と雰囲気がどことなく明日奈に似ている」と言われており、実際ユウキもアスナのことを無意識に「姉ちゃん」と呼んでいた。
メリダ
「スリーピング・ナイツ」の元メンバー。アスナが加わった時点で既に故人であり、短編『Sisters'Prayer』に登場する。
SAOのベータテスターだったが、テスト後に治療困難な脳腫瘍が見つかって入院を余儀なくされ、結果的にデスゲームに巻き込まれずに済んだ。しかし、本人はSAOへの未練をずっと抱えており、デスゲームで自分が生きた証を残したいと考えていた。
クロービス / 矢凪清文（やなぎ きよふみ）
「スリーピング・ナイツ」の元メンバー。アスナが加わった時点で既に故人であり、本編では名前のみの登場。

### 漫画『ガールズ・オプス』の登場人物
ルクス（Lux） / 柏坂 ひより（かしわざか ひより）
声 - 赤﨑千夏
SAO生還者の女性プレイヤーで、長髪のおっとりとしたスタイルのいい少女。普段の口調は丁寧だが、ゲームプレイ時にはやや砕けた口調に変わる。
SAO時代にダンジョンで危機に陥っていた際に殺人ギルド「ラフコフ」と遭遇、助命と引き換えに下部組織に従属させられていた過去がある。ラフコフ崩壊後は運良く処罰を逃れたが、犯した罪を償えず、似た境遇にいたグウェンとの離別により深く傷つき、さらにそんな自分を助けてくれた友人のブロッサムを亡くすという悲劇を立て続けに経験している。
現実世界への帰還後も心の傷が癒えず、しばらく学校に通っていなかったが、そんな中始めたALOのアバター・クロが憧れの対象であるキリトに似ていたことから、キリトの戦闘スタイルや装備、言葉遣いを模倣してプレイする。「天使の指輪」を自力で獲得すべく単身クエストに挑む中、同じくクエストに挑戦しに来たシリカ、リズベット、リーファの3人と出会う。当初は彼女らを拒絶し1人でボス戦に臨むが、追ってきたシリカの想いが通じ和解、共同でクエストをクリアする。
その後、帰還者学校に編入し、珪子や里香と対面し改めて友人となり、キリトの真似事を止めることを決め、SAOのデータをコンバートしたシルフの剣士・ルクスにアバターを変更する。
クロ（Kuro）
ひよりが当初ALOで使用していたスプリガンのアバター。女性型アバターでありながら、SAO時代のキリトと似た姿をしている。我流の二刀流で戦うがキリトには及ばず、左手の剣は防御専用になっている。また、ひよりの勘違いにより左右の剣の色がキリトと逆になっている。

アシュレイ
髪や顔に派手なペイントを施したオネエ口調の男性。凄腕の服飾職人。ルクスたちがスライムに溶かされた服を修繕するため、アスナから紹介されたことで出会った。
後の劇場版プログレッシブのBD・DVD特典小説では女性とされ、矛盾が生じている。
アルゴ（Argo）/ 帆坂 朋（ほさか とも）
ALOプレイヤーとして登場したが、ゲーマーとしては半引退状態であるとする後のユナイタル・リング編での描写と矛盾する。

グウェン / 鶴崎 芽衣美（つるさき めいみ）
SAO生還者の女性プレイヤー。ツーサイドアップの小柄な少女。種族は不明。
SAO当時はオレンジギルドに所属しており、同じような経緯で犯罪者プレイヤー堕ちしたことからルクスと仲良くなるが、「ラフィン・コフィン」崩壊をきっかけに道を違えてしまい、彼女を憎むようになる。
SAOクリア後もその感情を引きずったまま学校にも通っていなかったが、ルクスがALOを楽しんでいることを知り怒りを覚え、自身もALOを始めて犯罪者ギルド「邪な蝙蝠（バッティ・バット）」を結成する。SAOで培った技術とALOのシステム特性を利用したPKや強盗行為を繰り返すが、それでも自分と歩み寄ろうとしてくれたルクスと共闘の末に和解する。
騒動の後は自主的な損害賠償とアカウント消去という形でしがらみを断ち、SAO時代のアカウントをコンバートして改めてゲームを始めている。
ガーネット
露出の多い装備を着用する女性両手剣使い。種族は不明。
SAO生還者の従兄弟がおり、伴侶を見つけて本人たちは幸福な結末を迎えたにも関わらず、世間から偏見と疑惑の目を向けられていたことで、他の生還者たちからSAOの真実を知りたいと願いALOを始めた。VRMMOの初心者で友人からはジョーク交じりの適当な指導しかされていなかったためALOに馴染めずにいたが、リーファたちと出会って助けられたことでALOの楽しさに目覚めていく。
グランゼ
レプラコーン領の中枢ギルド組織《小人の靴屋》の主。尊大な老婆口調のロールプレイを行っている露出度の高い女性。価値の高いレシピを秘匿して裏取引の材料としていたり、脅迫紛いの行為に手を染めているなど違反ギリギリの行為を行って利益を得ている。アルゴの人物評では金さえ出せば基本的には交渉決裂することはないが、興味を持ったものにはとことん執着する、と言われている。
リズベットたちによってもたらされた新クエストの情報を聞き、2000万ユルドでクエストの情報を売るように迫るが、拒否されると一転彼女たちを監禁し、脅迫によってクエスト情報を譲渡するよう脅す。リズベットたちに逃げられた後も執念深く追跡をかけていた。
アディ
《小人の靴屋》のメンバー。ケット・シーの女性で、一人称は「僕」。レプラコーンではなくケット・シーの姿で鍛冶をしたいという拘りがあり、領を抜けて《小人の靴屋》に入団した。しかし期待していたレアレシピは一部の者が独占し、下っ端としてこき使われるだけの現状に不満を溜め込んでいた。あげくにはリズベットらの脅迫の片棒を担がされるという汚れ仕事に嫌気が差し、ギルドを裏切ることを決意しリズベットらに協力する。
ブロッサム
SAO時代にルクスを庇って死亡したプレイヤー。ルクスは「ロッサ」という通称しか知らなかった。ラフコフから逃れた後虚脱状態になっていたルクスに声をかけ、献身的に世話をしていた人物。リズベットの元に防具を求めに現れたり、通りすがりにシリカの危機を助けたりもしていた。
ALO内のクエストで、システムに残されていたデータから他のSAOプレイヤーと共に《エインヘリヤル》として再生される。

### その他作品の登場人物
リヴァイアサン
声 - 阪脩
アニメ第1期『Extra Edition』に登場する海の王。当初はクエストNPCとして現れた深淵の王クラーケンに追い詰められたキリトたちを救い、クエスト達成後、彼らをクジラで海上に送り届けた。
セバ（Ceba）
abec画集の書きおろし短編『クロマティックカラーズ』に登場。初出はゲーム作品の『インフィニティ・モーメント』。
ALOでの種族はレプラコーン。ビーストテイマーであり、ペットモンスターのよだれさんを連れている。幼い頃から芸術家を志望し、高校卒業後に美術学校を目指すもSAO事件に巻き込まれてしまった。生還後は2年ものブランクもあって絵の道から離れていたが、無意識に街の絵を書くなど芸術への情熱は失っておらず、再び現実で絵を描くためにALOを始めた。

## ガンゲイル・オンライン（GGO）

### 死銃（デス・ガン）
ファントム・バレット編でGGO世界に現れた謎のプレイヤー。仮想世界で銃撃したプレイヤーを現実世界で死に至らしめるという事件を起こしていたが、GGOプレイヤー間では都市伝説程度にしか思われなかった。その実態は役割を分担した複数犯で、GGOにダイブしている共犯者がアバターを銃撃し、それを合図に現実世界にいる実行犯がそのアバターを操作しているプレイヤーの住居に侵入し、無抵抗状態の身体に筋弛緩剤であるサクシニルコリンを注射して心臓麻痺に至らしめるという方法で犯行を重ねていた。
ステルベン（Sterben） / 新川 昌一（しんかわ しょういち）
声 - 保志総一朗
「死銃事件」当時19歳。「死銃」の主犯。現実世界では虚弱体質であり、SAO生還者となったことで医者である親から早々に見限られている。SAOでは殺人ギルド「ラフコフ」のトップ3の1人でプレイヤー名はザザ。GGOでのプレイヤー名の由来はドイツ語で〝死〟を意味する医療用語「Sterben」。
弟の恭二の薦めでGGOを始め、透明マントを着込んでプレイヤーの個人情報を手に入れることに夢中になっていたところ、恭二からキャラクター育成の行き詰まりを相談されたことを機に「死銃事件」を構想し実行に移す。当初の犯行では現実世界で殺害を担当していたが、第3回BoBにおける犯行では恭二が現実世界で詩乃を殺害する役割に固執し、自身も予選で憎きキリトの参加を知ったことから、GGOのプレイヤーを担当する。GGOでは対人スナイパーライフル、「死銃」の象徴であるハンドガンの五四式・黒星、さらに銃剣作成スキルにより宇宙戦艦の装甲版で作ったエストックを装備して、多くのプレイヤーを屠った。最期はシノンの援護とキリトの変則的な二刀流攻撃により敗れる。
詩乃の殺害未遂で現行犯逮捕された恭二から辿られる形で自身も逮捕される。キリトに対しては「まだ何も終わっていない」という意味深な伝言を捜査員に言付けた。未だに心がアインクラッドに囚われており、「死銃事件」はゲームと供述していた。

シュピーゲル（Spiegel） / 新川 恭二（しんかわ きょうじ）
声 - 花江夏樹
総合病院のオーナー院長の次男で昌一の弟。「死銃事件」当時16歳。いじめにより高校を不登校となり自宅学習をしていた。父とは2年後に大検に合格し、その年に父の卒業した有名私立大学の医学部に入学すると約束させられているが、成績は惨憺たるもの。詩乃をGGOに誘い、友人となっている。
ゼクシードが広めた情報によってキャラクター育成に行き詰まっていた所、兄から偶然ゼクシードの個人情報を入手していたことを知らされ、それを契機に兄弟で「死銃事件」の構想を練り始める。初めの2件の犯行では、兄のアバター「Sterben」を操作して仮想世界での銃撃を行っていたが、第3回BoB本選の犯行では自分自身の手で詩乃を殺害すべく本選終了直後の彼女の家を訪ねる。そこで詩乃に自分の正体と、実際に人を撃ち殺した過去を持つ詩乃への憧れから彼女に近づいたことを明かし、彼女と無理心中を図ろうとしたが、間一髪で助けに来たキリトが阻止、逮捕された。
取り調べでは完全黙秘し医療少年院に収容されたが、アリシゼーション編で半年間の料金未払いによりシュピーゲルのプレイヤーデータが消失してからは現実と向き合い始めていると明かされる。
金本 敦（かなもと あつし）
声 - 逢坂良太
3人目の「死銃」。 「死銃事件」では、ザザに誘われて犯行に加担しGGOプレイヤーを2人殺害。新川兄弟の逮捕後、ザザに渡された予備のサクシニルコリン入り注射器とともに行方をくらます。SAOでは殺人ギルド「ラフコフ」のトップ3だった。
アリシゼーション編では、半年をかけて「ダイシー・カフェ」を探し出し和人を襲撃・薬液を注射するが、自身も傘で右太股を刺され相討ちになる。彼も昌一と同様に未だに心がアインクラッドに囚われており、自身を「ラフィン・コフィン」のメンバーと信じていた。

### 死銃の被害者
ゼクシード（XeXeeD） / 茂村 保（しげむら たもつ）
声 - 神谷浩史
第2回BoBの優勝者。敏捷力最強という偽情報を広め、自分は異なるタイプのビルドで強力なアイテムによって大会に優勝したことから多くのプレイヤー達から反感を買っていた。特にそれが原因でキャラクター育成に行き詰まった恭二からは並々ならぬ憎悪を抱かれており、そのため「死銃事件」の1人目の犠牲者に選ばれる。
薄塩たらこ（うすしおたらこ）
GGOで最大級のスコードロンのリーダーだった男。シノンの記憶によれば第2回BoBでは5位か6位だった模様。スコードロンの集会中に乱入してきた「死銃」に殺される。「死銃事件」の2人目の犠牲者。
ペイルライダー
シールド付の黒ヘルメットと青い迷彩服が特徴。キリトに「かなり強い」と思わせる程の実力者であり、軽装備に加え軽業（アクロバット）スキルにより三次元機動力をブーストし、ショットガンを用いた近接戦闘を得意としている。第3回BoB本選にてキリトから「死銃」の候補として監視されるが、本選序盤で「死銃」の奇襲を受けて死亡する。
ギャレット
第3回BoB本戦に残ったプレイヤー。テンガロンハットがトレードマークでアンティークなウィンチェスターライフルを愛用していた洒落者。「死銃」の手にかかり死亡する。

### 第3回BoB本戦出場者
ダイン（Dyne）
声 - 鶴岡聡
シノンが参加しているスコードロンのリーダーだが、シノンから「性格的にはまるで好きになれない」と評される。主武装はアサルトライフル。BoB本戦に3回連続で残った実力者。
対人スコードロン狩りの際に用心棒として雇われていたベヒモスの前に戦意喪失してログアウトしようとするが、シノンに叱咤され奮起。捨て身の特攻で敵を道連れに自爆し、シノンにガッツを称賛される。
第3回BoB本戦ではペイルライダーに散々追い回されて惨敗する。第4回BoBでは第8位。
BoBの縁などからキリト達との交流を持つようになり、劇場版での最終決戦やUWの異界戦争にも駆けつけている。
スピンオフ作品『ガンゲイル・オンライン』にも登場し、フカ次郎のファンになっている。
闇風（Yamikaze）
声 - 四宮豪
第2回BoBの準優勝者。「ランガンの鬼」と呼ばれる俊敏性に特化した能力構成で、純然たるプレイヤースキルでは優勝者であるゼクシードを凌ぐと言われている。武器は自動小銃とプラズマグレネードのみ。
第3回でも優勝候補筆頭だったが、本戦の終盤にキリトを強襲するべく接近した際、ステルベンがキリトを狙って放った弾の着弾に驚いた隙をシノンに狙撃されて敗退、第4位に終わった。第4回では第3位。
劇場版の最終決戦やUWの戦いにも駆けつけている。
銃士X（Musketeer X）
声 - 山村響（フェイタル・バレット）
第3回本戦に初めて残った女性プレイヤー。武装は大型ライフルにスモークグレネード。
キリトから「死銃」の正体と誤認され、名乗りの最中だったが、シノンが生命の危機に陥っていたためにキリトの強引なラッシュを受け、一発撃ち込んだがそのまま斬り捨てられる。その後の第4回大会では第4位。
原作では交戦シーンが描かれず具体的な人物像も不明であったが、アニメ化にあたり時雨沢恵一の監修の元で使用銃器も指定され、露出度の高い衣装を纏った銀髪の美女アバターとして描かれる。この変更はスピンオフ作品『ガンゲイル・オンライン』の初期プロットの名残で、初期プロットでは、キリトに受けた仕打ちに頭にきた銃士Xが「スクワッド・ジャム」大会を主催する流れになっていた。しかし、スピンオフ作品への銃士Xの登場について旧来のSAO原作ファンの反応を予想しかねた川原礫のオーダーによって初期プロットはボツとなり、銃士Xはオリジナルキャラクターであるピトフーイに差し替えられて現在の形となっている。
アニメ版ではUWに人界軍の援軍として駆けつけている。
ゲーム版『フェイタル・バレット』ではフランス育ち・現日本在住という出自も明かされ、育ちの関係から発言に時々フランス語が交じる女性となっている。
夏侯惇（Kakouton）
声 - 荒井聡太
第3回本選に残ったプレイヤー。中国武将然とした姿が特徴で、武器はアサルトライフル。
「死銃」がペイルライダーを殺害した直後に、行動を共にしていたキリトとシノンを不意打ちしようとしたが、自分の弾を全てキリトに切り落とされて驚愕する。装弾の隙を突かれてシノンに撃たれ返り討ちにされた。第4回大会では第6位。

### その他のGGOプレイヤー
ベヒモス
声 - 松田健一郎
北部大陸を拠点に活動しているプレイヤー。2メートル近くある巨体が特徴で常に冷静な性格。武器はガトリングガンで、集団戦では無敵と言われるほどの実力者。その代わり、武器の過重ペナルティを受けているため動きは非常に鈍重で、苦手な対人戦であるBoBには参加していない。傭兵として雇われてダイン率いるスコードロンと対決し、そのほとんどをミニガンで圧倒するが、シノンとの熱闘の末に敗北する。
サトライザー（Subtilizer）
声 - 石田彰
第1回と第4回の優勝者。GGOを運営する「ザスカー」があるとされるアメリカから接続している。第1回ではナイフとハンドガンだけで大会を制した。参加資格が日本国内からの接続のみになった第2回と第3回は不参加だったが、何らかの手段で第4回大会に出場し、徒手空拳からの圧倒的な近接格闘能力で他のプレイヤーを制圧して武器を奪う戦い方で再び頂点に返り咲いた。シノンも交戦したが、まるで歯が立たなかった。
アニメ版ではその後、いつ頃からかは不明だが訓練目的のPKのため、SAO生還者であるヴァサゴ他を部下としてGGOでスコードロンを運営。フィールドで孤立しているスコードロンを標的として殲滅を繰り返していた。シノンの知る限り彼のスコードロンはPvPで勝率100%を誇っていたが、6月27日に彼らを狙ったキリト一行と交戦。そのイレギュラーな戦術によって本番の作戦に悪影響が出ることを懸念して、撤退を選択した。
その正体はアリシゼーション編に登場するガブリエル。
クレハ（Kureha）、ツェリスカ（Zeliska）
ゲーム版『フェイタル・バレット』のメインヒロイン。アニメ3期第1話にてカメオ出演。クレハの第4回バレットオブバレット大会の順位は第10位。

## オーディナル・スケール（OS）
YUNA（ユナ）
声 - 神田沙也加 → 松田利冴
作中に登場する3人のユナの1人。「黒いユナ」。OS内のARアイドルであり、プレイ中に彼女のステージに遭遇すると能力強化を得ることが可能で、ゲーム内で人気を誇る「歌姫」。その正体は、重村による悠那再生計画において、SAO生還者が持つ悠那の記憶を収集するために作られたデータ収集用AI。使用されている言語化モジュールは「白いユナ」より下位のレベル2。
重村には道具としか見られておらず、性格設定も悠那とは全く別人で「大勢の前で歌いたい」という動機付けしかされておらず、自身が何を集めているか理解していない。無関係な本を読みたがるなど設定外の挙動をすることもあり、抱えているキャンディーは収集したライフログを鋭二の希望により重村が可視化したもの。これらが『オーディナル・スケール』の後日談である『コーディアル・コード』へと繋がる。
重村による悠那再生計画が破綻した後も、ARアイドルとして活動するが、自己唯一性を基盤とするSAO由来のAIの特性のためにエラーを蓄積して崩壊寸前となり、アイドル活動はそのコピー体が行っていた。「白いユナ」の残滓によるエラー訂正により何とか崩壊を免れていたが、駆けつけたエイジによって自身の記憶のコアたる情報「大切な想い出であるキャンディー瓶」のオブジェクトがもたらされたことで「白いユナ」の残滓と融合、エラーは修復され一命をとりとめた。
その後はVR不適合を克服して、ALOにダイブしたエイジのナビゲーションピクシーとして活動している。UWにもエイジと共にログインし、PoHに戦いを挑んだエイジにありったけのバフを付与してサポートする。同時にPoHの洗脳を解いて、彼女の姿と歌を目撃した中韓プレイヤー達がUWが日本のサーバーであることに気付くきっかけを作った。エイジが敗れた際には彼女も心意でSAO時代の姿となって、彼の健闘をねぎらってログアウトした。
ユナ
声 - 神田沙也加
「白いユナ」。SAO生還者の記憶から生成された「デジタルゴースト」。OS内ランキング第1位に位置に存在するAI。悠那再生計画のために重村により生み出された、亡き重村悠那のコピーである。服装を除いて外見は「黒いユナ」と同じだが、その器にはSAOに三段階存在する言語化モジュールのうち最も高度なラストボス用のレベル1が用いられており、「黒いユナ」よりも高度な知性を持つ。
残留思念のような形でAR上を徘徊しているところをキリトと出会う。悠那の記憶と人格を持つが故に、大罪に手を染めようとする重村とエイジを止めるため、AR上で計画の手がかりを示し続けていた。ライブ会場での決戦にてキリト一行に加勢、オーグマーのフルダイブ機能をアンロックし、SAOサーバー内部の第100層ラストボスの元へと彼らを導く。ラストボスの打倒とともに初期化され、エイジ、重村、そしてキリト一行に感謝の気持ちを伝え消えている。
悠那再生計画が破綻した後も、彼女の残滓は人格を失いつつも残留し、旧SAOサーバー内部のかつて悠那が命を落とした場所で「黒いユナ」のAIモジュール崩壊を食い止め続けていた。最終的に、駆けつけたエイジからもたらされた「黒いユナ」の記憶のコアを用いて彼女と融合することでその崩壊部分を修復し今度こそ完全に消滅した。
ユナ / 重村 悠那（しげむら ゆうな）
声 - 神田沙也加
元SAOプレイヤーでありエイジが想いを寄せていた幼馴染。SAO事件において死亡した。2006年7月29日生まれ。血液型A型。
エイジ（Eiji） / 後沢 鋭二（のちざわ えいじ）
声 - 井上芳雄
OS内ランキング第2位に位置に存在する直剣使いの青年。作中の2006年4月8日生まれ。血液型B型。劇場版アニメ『オーディナル・スケール』時点では20歳で、東都工業大学の学生。
SAO生還者であり、当時のアバター名はノーチラス。SAOで悠那を失い、SAOからの生還後は家族は既に離散し現実世界の繋がりまでも喪失していたという非情な事実を突きつけられる。何もかもに失望して孤独な日々を送っていたが、重村から悠那再生計画を持ちかけられてからは、計画を心の支えにしながら受験勉強を再開し、聴講生として重村研究室にも参加するようになる。
OSでは、重村から与えられた筋力アシストスーツと行動予測機能が搭載された特別製オーグマー を装備しており、ゲーム内の序列は2位でアスナやキリトを遙かに凌駕する程の実力を持つ。悠那再生計画を進めるために、物理攻撃を用いてでも SAO生還者たちの記憶を奪い続けており、特に悠那の件で憎悪を募らせていた「風林火山」の面々に対しては、直接の面識がなかったクラインを含む全員を病院送りにしている。アスナの記憶を取り戻すため再び立ち上がったキリトとの一騎討ちによってスーツを破壊されて敗北。重村に用済みと見なされ、悠那の記憶を回収するためにSAOのフロアボスを嗾けられて意識を喪失する。目覚めたのは全てが終わった直後であり、自分に記憶スキャンが行われたかどうかさえ思い出すことができなかった。
悠那再生計画が破綻した後、失意のまま風林火山メンバーへの暴行の件で警察に自首、起訴に至るか微妙な状態で勾留されていた。その一週間後、謎のメッセージについてエイジの協力を必要としたキリトの菊岡を通じた根回しによって処分保留のまま釈放され、ノーチラスとして旧SAOサーバーへと侵入してキリトの援護を受けて「黒いユナ」の元へたどり着く。かつて悠那が命を落とした場所で「白いユナ」の完全消滅に立ち会い、「白いユナ」と一つとなった「黒いユナ」を抱きしめて号泣する。
その後アニメ版『WoU』では、VR不適合を克服してユナをナビゲーションピクシーにしてALOにログインしていたが、リズベットの訴えに応じUWでの異界戦争に参戦する。中韓プレイヤー達に追い詰められた際にも無傷に近かったため、キリトを救うためにPoHに戦いを挑んだ。一度は翻弄されるが、ユナの歌のバフを受けてPoHに再び戦いを挑み、互角に渡り合った。かつての自分の弱さを乗り越え、ノーチラスを名乗り心意で血盟騎士団時代の姿となるも、両腕を斬り落とされて敗れた後、文字通りの最後の一噛みをしてログアウトするが、中韓プレイヤー達がPoHの正体に気付くきっかけを作った。
重村 徹大（しげむら てつひろ）
声 - 鹿賀丈史
東都工業大学電気電子工学科教授で、ARデバイス「オーグマー」の開発者。1977年6月22日生まれ。血液型A型。日本における非侵襲式ブレイン・マシン・インターフェイス研究の第一人者だが、先鋭的すぎる研究スタイルにより電気生理学界では異端扱いを受けている。オーグマーの販売メーカーである「カムラ」の現取締役の一人であり、アーガス解散前は同社の社外取締役も務めていた。
茅場、須郷、神代、比嘉が在籍していた「重村ラボ」の塾長でもある。
2022年当時、愛娘である悠那にせがまれ自身のコネでナーヴギアとSAOのパッケージを入手するが、その行為が結果的に娘の死を招いたことに絶望。SAOサーバーの調査中に発見したオーディナル・システムをOSに作り変え、せめてAIとしてでも悠那を蘇生させるべく多くの犠牲を払うことを承知の上でOSを利用した悠那再生計画を実行へと移す。
事件終盤に旧SAOサーバーのある「アーガス」本社跡地にて菊岡に拘束されるが、一連の研究に興味を持った彼の根回しで罪を免れ、「カムラ」から退き「プロジェクト・アリシゼーション」に招聘される。キリトが「オーシャン・タートル」に搬送された時点では、既にプロジェクトから離れている。

## プロジェクト・アリシゼーション（PA）

### アリシゼーション編の登場人物

#### ルーリッドの村
アリス・ツーベルク
ルーリッドの村に住む少女。
ユージオ
ルーリッドの村に住む少年。
ガスフト・ツーベルク
声 - 山本兼平
ルーリッド村の村長。アリスとセルカの父親。
妻のサディナや娘たちと共に普段の日々を送っていたが、アリスが禁忌目録違反で捕らえられてからはそれが一変する。
アドミニストレータ戦後、キリトを連れて村に戻ってきたアリスと再会するが、村長と元罪人という互いの立場上家に入れることはできなかった。アリスが整合騎士であることを明かしてから表面上は騎士として接し、名前を呼ぶことは無かったものの、内心では娘のことを心配していた。
セルカ・ツーベルク
声 - 前田佳織里
アリスの妹。神聖術がアリスよりうまく使えず、悩みを抱えていた。
アリスが連れて行かれた際の話をキリトに聞いて北の洞窟へ向かうが、そこでゴブリンの偵察隊に見つかり捕らえられる。その後キリトとユージオによって救出され、危険な高位神聖術を行使してキリトと自分の天命を分け与えることで、戦いの最中に重傷を負ったユージオを救った。
異界戦争後は、公理教会の神聖術師見習いとしてカセドラルに入る。そして神聖術士団の第二代団長に就任し、人界歴441年に自らの意思でディープ・フリーズ術式を望み、同じくそれを選んだロニエやティーゼと共に石化凍結され、カセドラルにて200年もの長い間、アリスの帰還を待ち続けていた。その後、UWに舞い戻ったキリトが惑星アドミナから術式解除の鍵となる封印の箱を持ち帰ったことで、ついに術式を解かれて目覚める。
ガリッタ
声 - 蓮岳大
ルーリッドの村の老人。
前任のギガスシダーの刻み手であり、自身はその任を達成できなかった。ユージオが木を切り倒した後、ギガスシダーの枝を剣に仕立てるように勧め、サードレを紹介する。
ナイグル・バルボッサ
声 - 佐々健太
ルーリッドの村の富農であるバルボッサ家の家長。50代。
表向きは気の良さそうな男だが、本心は自分の家財と村での地位が大事なだけであり、アドミニストレータ戦後に村へと戻ってきたアリスに対し、都合の悪い時（木を切れない時など）は下手に出て彼女の力を貸してもらい、村がゴブリンたちの襲撃を受けた際はアリスが闇の軍勢を引き入れたのだと罵るなど、腐った性格をしている。後にアリスが整合騎士と知った時は尻餅をつく程に驚いてしまう。

#### ザッカリアの街
バノー・ウォルデ
ザッカリア近郊で農場を営む主人。
妻のトリザと共に剣術大会に挑むためにルーリッドの村から出てきたキリトとユージオを居候として受け入れる。テルルとテリンという双子の娘がおり、そばかすの位置や数も同じなため、髪のリボンで見分けるしかないが、時折リボンを入れ替えてどちらがテルルでテリンか当てて欲しいとキリトたちをからかっている。妻のトリザは 気前のいい性格で、剣術大会でキリトたちが負けたら、自分の娘たちの婿になればいいと話す。
イゴーム・ザッカライト
剣術大会にてキリトの相手となった男。ザッカリア領主のケルガムに連なる一族出身。
キリトやユージオを宿無しの天職無しと激しく毛嫌いし、衛兵を抱き込んで自分だけ業物の剣を入手するなど姑息な手を使う。ザッカライト流奥義「蒼風斬」でキリトを倒そうとするも、彼の剣技の前にあっけなく敗れる。

#### 央都セントリア
サードレ
声 - 江川央生
北セントリア第七区で金細工店を営む細工師。一級工匠の認定を受けている名人。
ルーリッド村のガリッタ老人とは知り合いで、村で見かけたギガスシダーに惚れ込み、この木が倒されることがあれば知らせて欲しいと懇願していた。後に、ギガスシダーの枝を手に店にやってきたキリトやユージオに会い、1年間をかけて枝を加工し、後の「夜空の剣」を作成する。
「四帝国の大乱」時は騎士団に協力し、その功績でセントラル・カセドラルの工廠長に就任する。

#### 北帝国修剣学院
ロニエ・アラベル
声 - 近藤玲奈
ノーランガルス帝立修剣学院の女性初等錬士。キリトの傍付き見習い。誕生日は9月13日（人間歴）16歳。
六等爵家という下級の貴族の出身で、他の格上の貴族たちからは下に見られている。他の上級修剣士たちから側付き練士として指名されなかったため、キリトの傍付きとなった。キリトに好意を寄せており、自分を助けるために禁忌目録を破って罪人として連れて行かれた時には、ティーゼとともに彼らの剣を届けて泣きながら見送り、自分を責めてしまう。
異界戦争では、キリトに会うためにティーゼと共に人界守備軍補給部隊に志願して赴いた戦線にてアリスと再会し、以前と違う彼女の雰囲気に驚愕した後、公理教会での戦いのあらましを聞く。心を失って沈黙するキリトに涙ながらに寄り添い、自らの行いがその遠因となったことを激しく後悔するも、アリスに諭される。そして、創世神ステイシアとしてUWにログインしたアスナやかつてキリトを傍付きとしていたリーナ、そしてアリスと共に、キリトとの思い出を語り合っている。
異界戦争終結後は「四帝国の大乱」をも潜り抜けたことから、見習いを経て整合騎士「ロニエ・アラベル・サーティスリー」となり、幼体の飛竜「月駆（ツキガケ）」と専用の剣「月影の剣」を与えられている。早く孫の顔を見たいという両親の想いに気づいていながらも、キリトへの想いから一生結婚はしないと誓っていた。ティーゼにもキリトの側室になることを勧められたが、彼がそういった振る舞いをしないことも理解している。
その後は結婚して子供を授かり、セルカがディープ・フリーズ術式を望んだ頃にティーゼと共に彼女を一人で眠らせるのは寂しそうだからと自身も石化凍結の道を選び、天命凍結の術式も受けたことで、外見は20代半ばのまま200年間をカセドラルで過ごす。そしてUWに帰還したキリト達の手で術式を解かれて目覚める。
ティーゼ・シュトリーネン
声 - 石原夏織
ノーランガルス帝立修剣学院の女性初等錬士。ユージオの傍付き見習い。誕生日は7月2日（人間歴）16歳。
ロニエ同様六等爵家の出身で、他の上級修剣士に指名されなかったことからユージオの傍付きとなった。ユージオに好意を寄せており、彼に「仮に整合騎士になれなかったときは、四帝国統一大会で爵位を得て自分の夫になって欲しい」という旨を嘆願する。
自分と同室の練士で、ウンベールの傍付きであるフレニーカが彼に辱めを受けていることにロニエとともに抗議しにいった結果、懲罰と称してライオスとウンベールに犯されそうになる。その際にユージオとキリトが自分たちを守るために禁忌目録を破って罪人になってしまったことを悔やみ、ユージオに将来必ず整合騎士になって彼を助け出すことを誓う。
異界戦争ではキリトとユージオに再会するため、ロニエと同様に人界守備軍補給部隊に志願し、そこでアリスと再会するもユージオの死を聞かされ、呆然自失状態になる。しかし、キリトが持っていた「青薔薇の剣」からユージオの想念を感じ取り、再起した後はロニエと共にヴァサゴとの闘いでキリトが目覚めるのを見届ける。
戦争終結後はロニエと共に見習いを経て整合騎士「ティーゼ・シュトリーネン・サーティツー」としてユージオの番号を引き継ぐことになった（ただし、作中でこのことを知るのはキリトのみ）。見習いになってからは幼体の飛竜「霜咲（シモサキ）」を与えられ、正式な叙任の際にはユージオの形見である「青薔薇の剣」をキリトから預けられている。一方、異界戦争の際に想いを寄せてきたレンリから求婚されており、ユージオの死を受け止めきれずにいることを思い悩んでいた。
その後はレンリと結婚して子供を授かり、石化凍結・天命凍結の術式を受け、セルカやロニエと200年間をカセドラルで過ごす。そしてUWに帰還したキリト達の手で術式を解かれて目覚める。
ウォロ・リーバンテイン
声 - 村田太志
ノーランガルス帝立修剣学院主席。金髪の坊主刈りの男性。
北帝国騎士団の剣術指南に任ぜられる二等爵家の跡取り。腐敗した上級貴族の中では数少ない高潔な貴族で、ハイ・ノルキア流秘奥義「天山烈波」（SAOの両手剣スキルであるアバランシュと同一）というすさまじい剛剣を扱う。リーバンテイン家の家訓は「強者の血を剣に吸わせる」というもので、それによって積み重ねたリーバンテイン家の責任感が彼の剛剣の源。
ギガスシダーの枝から作った黒剣で剣技の練習をしていたキリトを見学していた際に服へ泥をかけられ、懲罰と称して彼との立ち合いを申し込む。勝負時は本気を出して戦い、4連撃ソードスキル「バーチカル・スクエア」を放ったキリトと引き分ける。
その後は不明だが、アプリ『アリシゼーション・ブレイディング』ではダークテリトリーとの戦争に備えるべく従軍を父に申し出て、口論の末に｢単身でも従軍する｣と申し出たことで父を折れさせ、旗下の兵達と共に参戦している。また戦後は社会改革に奔走するキリトとアスナに「（キリトとの）勝負はまだついていない」と再度の立ち合いを条件に、リーナと共に貴族たちの説得に協力する。
ソルティリーナ・セルルト
声 - 潘めぐみ
ノーランガルス帝立修剣学院次席。キリトを傍付きとしている凜とした美女。キリトは「リーナ先輩」と呼ぶ。
三等爵家のセルルト家の出身。遠い祖先が皇帝の不興を買って正統剣術のハイ・ノルキア流の伝承を禁じられた過去を持ち、それゆえにセルルト家は後々に「歩く戦術総覧」と言われるような、鞭や短剣などのさまざまな武器や柔の技による剣術を使うセルルト流を、苦労して編み出す。
長い間主席のウォロに勝てないという悩みを抱えていたが、キリトとウォロの立ち会いを通じて吹っ切れ、卒業トーナメントの決勝戦にて秘奥義の連続攻撃で彼を破り、第1位で学院を卒業する。ダークテリトリーとの戦争にもゴルゴロッソと共に参加し、異界戦争後は人界軍の将軍になる。
キリトに好意を寄せている節があり、1年間彼が側付きだったという事実はロニエだけでなくアスナとアリスも動揺させている。キリトが復活した際には、ロニエと共にUW側では真っ先にキリトを出迎える。
アプリ『アリシゼーション・ブレイディング』では彼女の過去が詳しく描写され、試合で負かした相手がセルルト流を『卑怯』呼ばわりする言いがかりで苦悩し、泣いていた。
ゴルゴロッソ・バルトー
声 - 杉崎亮
ノーランガルス帝立修剣学院三席。ユージオを側付きとしている屈強な大男。
平民出身で且つ衛兵隊上がりの剣士。屈強な肉体による自信が剣技の源となっている。豪快な性格でユージオを苦労させていたが、後に整合騎士にシンセサイズされたユージオが無意識下で彼の流派バルティオ流を使うなど、信頼関係は強かった。
ソルティリーナと共にダークテリトリーとの戦争に参加し、平地ゴブリンに苦戦するデュソルバートを救う活躍を見せる。その後はアリス達の囮部隊に同行していたが、アスナが合流した後は本陣へ後退していた。
ライオス・アンティノス
声 - 岩瀬周平
キリトたちと同期のノーランガルス帝立修剣学院主席。長い金髪の男性。
三等爵家長子という立場に強い自尊心を持ち、傲慢で嗜虐的な性格。それによって禍々しいまでの剣気を放つ。そのため、平民出身のキリトやユージオを差別するだけでなく、キリトに対しても丹精込めて育てたゼフィリアの花のプランターを破壊するなどの嫌がらせを行う。
上級錬士への進級後はキリトたちをさらに苦しめようと、ウンベールと共に貴族採決権を盾にロニエとティーゼを拘束し、ユージオの目前で強姦しようとする。右目の封印を破ったユージオがウンベールの左腕を斬り落とし、そこへ駆けつけたキリトが自身を侮辱したことをこれ幸いと喜び、身勝手な正当性を述べてユージオとキリトを始末しようとするが、セルルト流秘奥義「輪渦」（SAOの両手剣スキル・サイクロン）の連続攻撃で返り討ちに遭って両腕を斬り飛ばされる。
最終的に自分の天命と禁忌目録の二者択一を迫られたことでフラクトライトへの過負荷がかかり、自己崩壊を起こして死亡した。
ウンベール・ジーゼック
声 - 木島隆一
キリトたちと同期のノーランガルス帝立修剣学院次席。灰色髪をオールバックにした男性。
四等爵家の出身。ライオスの腰巾着的な存在で、側付きとしたフレニーカにセクハラ行為をするなど、性格はライオス同様に下劣。
フレニーカへの不当な扱いを抗議したロニエとティーゼを「貴族としての懲罰」を名目に捕らえて強姦しようとするが、右目の封印を破ったユージオに左腕を斬り落とされ、キリトとの斬り合いの末に絶命したライオスを放置して逃走した。その後の消息は不明。
フレニーカ・シェスキ
声 - 伊藤美来
ノーランガルス帝立修剣学院の女性初等錬士。
ロニエやティーゼの友人。学院時代はウンベールによる嫌がらせを受けており、それを知ったロニエたちがキリトとユージオにその悩みを相談した。
異界戦争時は修道女見習いとして従軍し、負傷していたタカシを治療する。戦後は上級修剣士になっていたが公理教会の神聖術師見習いになり、セントラル・カセドラルに入った。
アズリカ・クイント
声 - 平松晶子
ノーランガルス帝立修剣学院の初等錬士寮の女性寮監。
厳しい性格だが面倒見は良く、7年前は四帝国統一大会における北帝国の第一代表剣士として戦った過去を持ち、学院主席のウォロも一目置いている。キリトとユージオのことは将来学院代表になると期待していた。
ライオスとウンベールの事件後、ユージオの右目を神聖術で治し、禁忌目録に違反して迎えに来た整合騎士のもとへ向かうキリトたちを見送った。
右目の封印と公理協会に関する世界の真実に部分的ながら気づいており、封印を破ったユージオにはそのことからも期待していた。
アプリ『アリシゼーション・ブレイディング』ではアドミニストレータの死に気付くと共に、学院からの人界軍兵士の選抜に訪れたベルクーリに積極的に協力し、各貴族に根回しをすると共にロニエとティーゼを推薦していた。
URでは後に帝立修剣学院の学院長を生涯に渡り務め、クイント家も名門として存続していることが明かされた。

#### 整合騎士
ベルクーリ・シンセシス・ワン / ベルクーリ・ハーレンツ
声 - 諏訪部順一
整合騎士長。アリスからは小父様と呼ばれ、慕われている。UWの創作当初からセントラル・カセドラルの壁に据えられていた神器「時計」の針で作られた「時穿剣」を有し、敵の動きを予測し先に虚空を切っておくことにより、その場に移動したときに相手に斬撃を浴びせる、つまり未来を斬る技「空斬（カラギリ）」を操る。
整合騎士の長であり、最古の整合騎士であるが、自分たち整合騎士の出自や公理教会のあり方に疑念を感じていた。洞察力も優れ、キリトのソードスキル（アインクラッド流剣術）が見世物の次元に堕ちた人界の剣技と異なり、文字通りの命のやり取りである実戦的な技であることも見抜いていた。
カセドラルにてユージオと対峙、剣の能力で一度は圧倒するも、彼の相討ち覚悟の攻撃を受け敗北、その後ユージオの口から整合騎士の真実と、自身が300年前にルーリッド村を拓き、初代衛士長となった剣士であったことを聞かされた直後、元老長チュデルキンに用済みと見なされ神聖術によって石に変えられる。アドミニストレータとチュデルキンが打倒された後は石化が解け、公理教会の実権を一時的に握って来る最終負荷実験から人界を守護するために、急遽再編した軍を鍛え上げて備えようとする。決定的な戦力不足は否めない状況だったが、虚礼を廃した人界軍は士気も高く、制約だらけの中でなしうる限りの準備を整えた。
最終負荷実験である異界戦争では「時穿剣」の武装完全支配術によって、敵飛空戦力《ミニオン》を目論見通りに全滅、アリスがベクタに拉致された際には単身追跡し、片腕を斬られ飛竜「星咬（ホシガミ）」も殺されながらも、自らと「時穿剣」の天命全てを賭けた過去を斬る奥の手「裏斬（ウラギリ）」でベクタを撃破し、救出したアリスを背負いながら息を引き取った。アドミニストレータに対しては疑心こそあったが、彼女に仕えていたこと自体は悪いものではなかったと思っており、死に際には自らの記憶に刻まれた彼女や星咬と邂逅した。
UR編では、エオラインの口から後に断絶してしまった貴族のハーレンツ家の生まれであることが明かされた。
ファナティオ・シンセシス・ツー
声 - 生天目仁美
整合騎士副騎士長にして、ベルクーリの副官。鎧兜で顔を隠しているが実は妙齢の美女。本人的には性別を隠しているつもりでも仕草の端々からは女らしさが薫り、彼女に心酔する下位騎士もいる。一千枚の大鏡より生み出された神器「天穿剣」を用い、「武装完全支配術」は剣先から光線を放つというもの。UWの騎士としては異例な連続技を得意とする。
昔は顔を隠していなかったが、美しい女であるという理由だけで今まで戦ってきた男達が皆自分に対して手加減をしてきたことに強いコンプレックスを持ち、兜で顔を隠すようになり、戦法も剣での打ち合いを極力避け、連続技や武装完全支配術を使うようになった。後輩でありながら自分よりも強い上、美しい素顔を堂々と晒しながら戦うアリスにも嫉妬を抱くが、アリスはアリスでファナティオの女らしさに勝てないというコンプレックスを持っていたため2人は馬が合わず、一緒に揃うと場の空気が緊迫し、険悪な雰囲気となる。一方で、上司であるベルクーリには思慕の念を抱いており、髪の手入れや薄めの化粧などをしつつもそれらを兜で覆い隠していた。
カセドラルを登るキリトとユージオの前に立ちふさがり、性差別をせず正々堂々と向かってくるキリトと死闘を繰り広げる。最終的にユージオの武装完全支配術によって敗れ瀕死の重傷を負うが、キリトの願いを受けたカーディナルによって治療のために引き取られた。その甲斐あってアドミニストレータ没後時点で全快しており、自分が女であることを気にせず本気で剣を交わし戦ったキリトに対し感謝の気持ちを抱くと共に、長年のコンプレックスを振り払って兜を外し、女性としての振舞いを隠さなくなった。異界戦争の開戦前にはベルクーリに思いを告げて結ばれ彼の子を宿し、開戦後は後方の守備につき、十侯の一人であるシグロシグをその手で仕留めた。
異界戦争後は人界統一会議において、ベルクーリの跡を継ぎ新たな整合騎士団団長に就任し、彼の忘れ形見となった一人息子のベルチェを育てている。その後、人界暦475年に石化凍結の術式を受け、カセドラル99階にて安置されていたが、UR編で再び目を覚まし、アリスや途中参戦したイーディスと共にアグマール・ウェスダラス六世配下の機竜を退ける。
デュソルバート・シンセシス・セブン
声 - 花田光
整合騎士の1人で剛毅な堅物。神器である焔の弓矢「熾焔弓」を操る。禁忌目録を犯した子供の頃のアリスを連行した張本人であり、ユージオからは並々ならぬ憎しみを抱かれている。
元々はノーランガルスの北辺境を守っていたが、幼いアリス、後に整合騎士アリスとなる少女を連行した功績によりセントラル・カセドラル守護の任を与えられるが、本人はアドミニストレータにより記憶を消され、アリスのことはおろか自身の功績がなんであったのかすら覚えていなかったが、シンセサイズされる以前に暮らしていた妻の記憶は微かに覚えていた。
カセドラルに侵入したキリトとユージオを迎え撃つが、ユージオの秘奥義連携の前に敗れる。その後、自分たち整合騎士が元々人間であったこと、そして自分が8年前、禁忌目録を犯したアリスをルーリッド村から連行していたことを知らされた。
カセドラルでの戦いが終わってからは、ベルクーリの下で異界戦争に備え、戦争時は疲労や負傷に苦しめられながらも、十侯のシボリを倒すことに成功した。
戦後は人界統一会議の重鎮として活動しているが、仕事をサボるキリトに頭を悩ませている。その後はファナティオやレンリと同様に石化凍結の術式を受け、カセドラル99階にて安置されていた。
イーディス・シンセシス・テン
初出はアプリゲーム『アリシゼーション・ブレイディング（後のアンリーシュ・ブレイディング）』。 イーディス・シンセシス・テンも参照。
UR編にて初登場。アドミニストレータの手で石化凍結され、隠し部屋に封印されたという「いにしえの七騎士」の一人。アグマール・ウェスダラス六世配下の機竜によるカセドラル襲撃時に姿を現し、アリスやファナティオと協力して敵機の攻撃を防いだ。設定はゲームとは異なっており、300年余の石化凍結中の記憶・知識は持っておらず、整合騎士としては最後期のメンバーに当たるアリスとも初対面の関係。
シェータ・シンセシス・トゥエルブ
声 - Lynn
整合騎士の女性。「無音」の二つ名を持ち、何でも斬るという曰くのついた神器「黒百合の剣」を所持している。無口で表情に乏しく、全くと言っていいほど他者と会話しない。その本質は「何もかも斬りたい」という欲望に満ちており、他人と距離を置いていたのは「加減ができず相手を殺してしまうこと」を忌避していたためだった。アドミニストレータに黒百合の剣を下賜された1年後に立ち合いにて整合騎士を斬り殺してしまったため、自らディープフリーズされることを望んだ。
異界戦争の折に暗黒界の拳闘士団団長であるイスカーンと闘い、互角の力量で引き分け互いの力を認め、イスカーンがベクタに翻意し、アスナたちに助力した際にはイスカーンと共にアメリカからログインしてきたVRMMOプレイヤーたちと戦うが、その最中に自分が本当に求めていたものが「斬りたくない大切な存在」であることを悟った代償として神器を失い、イスカーンと共に死を覚悟するが、オークの一団を引き連れたリーファの救援によって命拾いし、その後ガブリエルと戦うキリトの心意を目にし、イスカーンと共にキリトに祈りを託した。
異界戦争後はイスカーンと結婚して一人娘のリーゼッタを授かり、オブシディアにて人界統一会議の全権大使として飛竜「宵呼（ヨイヨビ）」と共に駐在している。神器喪失以降は固有武器を持たなくなったことから「無手のシェータ」と呼ばれており、暗黒騎士団の客員師範として騎士団の総本部の道場で十数人程度の弟子たちを育てている。
URではエアリーの口から現在はかつてのオブシディア城で眠っていることが明かされた。
四旋剣（しせんけん）
ファナティオ配下の下位整合騎士で、白い鎧と兜を纏っている。個人での戦闘能力はそれほど高いわけではなく、複数人での連携を前提としている。全員ファナティオを尊敬している。
ダキラを始め、ジェイス・シンセシス・トゥエニスリー（声 - 柚木尚子）、ジーロ・シンセシス・トゥエニフォー（声 - 上田瞳）、ホーブレン・シンセシス・トゥエニシックス（声 - 大町知広）の4人で構成される。ホーブレンのみ男性で、残りの3人は女性である。
ダキラ・シンセシス・トゥエニツー
声 - 桜木可奈子
茶髪で顔にそばかすがある女性騎士。同性愛者であり、それを教会に懺悔したことでカセドラルに連行、シンセサイズされた。記憶を封じられた後もかつて恋した相手への恋慕は残り、どことなく面影のあったファナティオにそれを向けながらも、その感情を長年押し殺していた。
ダークテリトリー軍との戦闘中、シグロシグの攻撃からファナティオを庇って致命傷を負い、心に秘めていた想いを打ち明けて死亡した。
レンリ・シンセシス・トゥエニセブン
声 - 田村睦心
緑髪の少年の姿をした騎士。投擲剣型の神器「雙翼刃」を所持しているが、騎士になる以前に無二の友を誤って殺めてしまったトラウマがシンセサイズ後も残った結果、「武装完全支配術」を使うことができず、アドミニストレータからは「失敗作」と判断され封印されていた。
キリトとユージオの反乱の際に封印を解かれるも、完全に覚醒した時は既にアドミニストレータが消滅した後であり、そのままダークテリトリーとの戦争に突入、当初は恐怖から戦線を放棄し、人界守備軍の後方部隊に隠れていたが、そこにいたキリトを守ろうとするロニエとティーゼの姿に、同じように戦おうとするキリトに心を動かされて奮起し、襲い掛かってきた十侯のコソギを記憶解放術で撃破、そしてアリスたちと共に「囮部隊」として進軍、最後まで飛竜「風縫（カゼヌイ）」と共に戦い戦争を生き抜いた。
異界戦争後は想いを向けていたティーゼにプロポーズし、「ユージオのことが忘れられない」という彼女にそれでも構わないと告げるも、返事を保留されていたが、後にティーゼと結婚を果たした。その後はファナティオやデュソルバートと同様に石化凍結の術式を受け、カセドラル99階にて安置されていた。
リネル・シンセシス・トゥエニエイト、フィゼル・シンセシス・トゥエニナイン
声 - 木野日菜（リネル）、小原好美（フィゼル）
二人組の見習い整合騎士。外見年齢は10歳程度。アドミニストレータによる蘇生神聖術の実験台の生き残りであり、天命凍結術が施されているため、幼い容姿のまま成長せずにいる。人殺しの技術が高く、元々の28番と29番目の整合騎士を殺害し、現在の地位についた。
出会ったキリトとユージオを油断させ、彼らを麻痺毒の剣で捕らえるも、失言と武器の帯刀からキリトに正体を見破られ、逆に自分の毒剣により麻痺させられてしまい、ファナティオとの戦いの後、ユージオから解毒薬を飲まされて助けられた。その後は「なぜキリトが自分たちを生かしたのか」を考えるようになり、その答えを見つけるために異界戦争に参加。
戦後は二人揃って見習いから正式な整合騎士へと昇格し、情報局で偵察任務などに精を出している。
アリス・シンセシス・サーティ
8年前に連行されたキリトとユージオの幼なじみ。
エルドリエ・シンセシス・サーティワン / エルドリエ・ウールスブルーグ
声 - 益山武明
脱獄したキリト達の前に現れた美貌の整合騎士。かつてUWにいた大蛇を物質変換した鞭の神器「霜鱗鞭」を所持する。アリスを師と仰いでおり、騎士達の序列の中では最も新しいとされる。
本人によると「1ヶ月前に天界より召喚された」とのことだが、実際はソルティリーナやウォロを破り四帝国統一大会で優勝した大剣士。たまたまエルドリエの名前を覚えていたユージオに記憶を刺激され、母親の記憶を無理に思い出そうとした結果、意識を失ってしまう。カセドラルでの戦いが終わった後はベルクーリの下で軍の再編を行っているが、キリトとの戦いに影響を受けたのか変化が見られ、以前の上の言うことには従順だった頃と違い自分の考えで行動するようになっている。アリスを慕っているが故に、そのアリスを変えたキリトについては敵愾心を抱いており、心を失ったキリトを介護するアリスと再会して以降はいつもキリトの扱いに対して厳しい態度をとる。
異界戦争においては、人界軍を全滅させうる大規模術式に対し武装完全支配術によって術式を自分一人に集中させて、自らがオーバーキルされることで他者への被害を食い止めるという壮絶な戦死を遂げ、遺された霜鱗鞭はアリスが回収した。飛竜「滝刳（タキグリ）」は主の死後もベルクーリやアリスを助けて最後まで戦い続け、最終的に雨縁共々ガブリエルに倒されたが、死ぬ寸前にキリトが卵に戻したことでアリスのフラクトライトに付随する形で存在している。
ユージオ・シンセシス・サーティツー
キリトとアリスの幼なじみ。

#### セントラル・カセドラル
カーディナル
声 - 丹下桜
キリトたちを助けた「ザ・シード」の調整プログラムを名乗る少女。その正体はアドミニストレータと融合したカーディナルシステムのサブプロセスであり、「メインプロセスの間違いを正せ」という命令に従って行動している。
かつてはアドミニストレータの感情に乱れがあった場合にしか身体を操作できなかったが、アドミニストレータが魂の寿命から逃れるために新たな身体として選んだ少女・リセリスのフラクトライトに自分の魂を上書きコピーした結果、その肉体を獲得する。直後に実力行使でアドミニストレータの削除を試みるものの失敗したため、敗走を経てカセドラル内部の大図書室に篭もって外部から隔絶し、人界の時間で200年もの間アドミニストレータへの対抗手段を練っていた。
そんな中、フラクトライトを損傷したキリトが再びUWに現れたことに気づき、蜘蛛の使い魔シャーロット（声 - 本名陽子）を介して彼の旅路を助けていく。キリトとユージオがカセドラルからの脱走を図った際には、キリトに最終負荷実験が迫っていること、アドミニストレータを倒して管理権限を奪還した場合は現存する人工フラクトライトごとUWを初期化する意向を明かし、策を託してアドミニストレータのもとに送り込む。キリト・ユージオ・アリスがアドミニストレータと対峙した際には自らも決戦の場に赴くが、「アドミニストレータにしか攻撃できない」という自分の弱点をソードゴーレムという形で突かれて絶望し、キリトたちの助命と引き換えに攻撃を受けて致命傷を負う。そのまま消滅するが、その間際にユージオの決意を聞き届け、彼をソードゴーレムと同質の剣に変化させた。
アドミニストレータ
声 - 坂本真綾
公理教会の最高司祭にして、人界の支配者として君臨する存在。
元は「クィネラ」という名前で、人界初の貴族同士の政略結婚によって誕生した、UWで最も大きな利己心と美貌を持つ女性。かつて、神聖術の修行の際に生物を殺すことで自身の権限レベルが上がることに気づくと、それ以降は人目を盗んで動物を狩り続けて権限レベルを上げ続けたうえ、神聖術の式句の解析によって天命回復や天候予測などの神聖術を身につけたことにより、周囲から聖女として崇拝される。その結果、公理教会や貴族などの制度、禁忌目録などを設け、自分の絶対権力を確立した。
「天命」というシステム上の寿命には抗えないはずであったが、執念で現実世界に接触して偶然その場にいた柳井を取り込むと、本来は知り得ないはずのUW内における全神聖術の式句を表示するシステムコマンド「全コマンドリスト閲覧」にたどり着き、それを用いて天命を回復させて若返ると共に老化を停止させ、不老となる。さらにはカーディナルシステムの全権限の簒奪を目論むも失敗したため、カーディナルシステムの基本命令である「秩序の維持」を自分のフラクトライトに焼き付ける。それ以降はアドミニストレータを名乗ったことにより、人界は数百年にもわたる長い停滞を迎えてしまった。
誕生から約150年後、自身のフラクトライトを格納するライトキューブの容量が限界に達したことから魂のコピーを行うが、失敗してカーディナルを生み出してしまう。それ以降、カーディナルへの対策として整合騎士を作り出すと同時に、システムコマンドで身体への金属武器攻撃の無効化措置を施し、自身はもう記憶を蓄積しないよう、セントラル・カセドラルの最上階で長き眠りにつくようになった。
チュデルキンがユージオを連行してきた際には彼を整合騎士に仕立て上げ、キリトたちが最上階まで登ってきた際には彼らを討伐すべく戦闘に入る。当初はソードゴーレムや専用の神器「シルヴァリー・エタニティ」、さらに「ザ・シード」に記録されていた全ソードスキルの知識を持ち出して優位に立ち、ユージオとカーディナルを倒すが、元の素材が金属ではない夜空の剣と青薔薇の剣を装備したキリトの剣戟によって致命傷を負い、敗北する。最後は満身創痍で柳井を頼って現実世界への逃亡を図るも、炎と化したチュデルキンによって天命を削り尽くされ、完全に消滅した。
最後まで敵対こそしていたが、彼女の生き方、在り方にキリトも思う所があったのか、ガブリエルとの最終決戦時にイメージとして登場している。
チュデルキン
声 - 高木渉
アドミニストレータの側近の元老長。
アドミニストレータに心酔しており、主同様の利己主義者かつ醜悪で下劣な人格の持ち主。配下の整合騎士のことは「○○号」と呼び、単なる道具として扱っている。胴体に対して極端に肥大した頭部という特異な体形を利用して頭だけを支点に逆立ちすることにより、両手だけでなく両足の指、さらには両目からも神聖術を行使できる。神聖術の技術はきわめて高等であるが、醜悪な容姿と横柄な態度は整合騎士たちに嫌われている。
ベルクーリの敗北後は彼を石化させ、ユージオをアドミニストレータのもとへ連行してキリトとアリスの始末を目論むが、返り討ちに遭う。最上階における戦闘では、アドミニストレータから名誉挽回の機会をもらうもキリトたちに彼女への執着心を利用されて敗北し、アドミニストレータから使い捨ての駒として粗雑に扱われる。しかし、完全には絶命しておらず、最後は逃亡を図ったアドミニストレータに自身を炎と化してしがみつき、道連れにして果てた。
エアリー・トルーム
声 - M・A・O
セントラル・カセドラル内の昇降盤を神聖術で操作する儚げな少女。
当初は整合騎士と同じく天命を凍結され、キリトと出会った時点で107年も「昇降係」の天職に従事しており、長い時間を過ごしたことによって記憶を破損した結果、自分の名前すらも忘れてしまっていた。反逆者であるキリトたちの行為にも無表情で何ら反応しないが、「もし天職から解放されるなら、空を飛びたい」という願いを抱いている。
異界戦争後は昇降盤の自動化に伴って天職から解放され、新たに「エアリー」という名を授かる。その優れた風素術の腕を見込まれてサードレの工廠に入り、彼のもとで機竜の開発に従事している。後々には整合騎士団第一機竜工廠の初代工廠長に就任する。また、星王が開発した空を自由に飛べる昇降盤（エアリー曰く「飛翔盤」）により、空を飛ぶ夢が叶うこととなった。
セルカやロニエ、ティーゼがディープ・フリーズ術式で石化凍結し、星王と星王妃が姿を消した後も、ロニエから預かったミミナガヌレネズミのナツを相方とし、30年間も彼らの居場所を守り続け、掃除や星王の機竜「ゼーファン十三型」の整備を行っていた。そしてUWに舞い戻ったキリトやアスナ、アリス達と再会を果たす。その際、エオラインから「トルーム」の名と彼女の功績が明かされた。アグマール・ウェスダラス六世の超大型機竜襲撃時は緊急退避としてカセドラル地下の熱素エンジンを使い、カセドラルごと空中へ飛翔させ、攻撃を回避した。

### ダークテリトリー
皇帝ベクタ
ダークテリトリーの皇帝。

暗黒騎士ヴァサゴ
ダークテリトリーの騎士。

#### 暗黒界十候
ビクスル・ウル・シャスター
声 - 東地宏樹
十侯の一人。暗黒騎士団団長。別名「暗黒将軍」。人族男性。40代。
神器級オブジェクトの長刀「朧霞」を所持し、「心意の太刀」という究極の剣技を極めるため、己の師を切った過去を持つ。ベルクーリとは長年渡り合った好敵手である。過去の内乱を知り、人界との戦争で最終的にダークテリトリーにおける五族の均衡が崩れて再び内乱に陥る事態を防ぐために人界との和解を望む穏健な思想を抱いていた。
アドミニストレータの死を好機として和平交渉を決断するも、その矢先にベクタが現れたことで頓挫し、その暗殺を企むが、十侯が揃った場でリピアの首を見せられて激昂し抜刀、過去の因縁が原因でフ・ザの毒を受けて倒れる。リピアへの想いから最後の力を振り絞って神器の記憶解放現象を起こし、フ・ザやゴブリン族長二人を巻き込みつつベクタに襲い掛かるが、恐怖の感情すら持たない彼の虚無に満ちた心意に飲まれ無念のうちに死亡する。ベルクーリはその出来事を感知しており、彼の死を悔やんでいる。
最後の戦いでダークテリトリーに残った彼の意志がリピアと共にキリトの元へ向かい、自らの失敗の元である殺意を捨てるようキリトに呼びかけて背中を押した。
ディー・アイ・エル
声 - 甲斐田裕子
十侯の一人。暗黒術師ギルド総長。人族女性。妖艶で残酷な性格。
裏で策略を巡らせつつ、いずれは自分こそが皇帝になるという野望を内心抱いていたが、ベクタの登場によってそれを砕かれ、以後は彼に服従する。また、亜人族を度が過ぎるほどに侮蔑しており、和平を試みるシャスターにとっても最大の脅威と見なされていた。
異界戦争ではベクタから全権を委ねられて指揮を執り、大規模な空間リソースを用いた暗黒術とミニオンで進撃するも、整合騎士達の奮戦でことごとく失敗し、アリスの術式によって前線部隊を壊滅させられる。その後もベクタからの勅命で大勢のオーク族を生贄とした第二陣も捨て身の行動に出たエルドリエにより失敗、直後に激昂したアリスの攻撃により自身も肉体の大半を消し飛ばされる重傷を負った。回復手段を探す中、外部からダイブしてきたリーファを触手で拘束し、天命を吸収することで完全に回復する。回復後も執拗なまでにリーファを辱め、それを止めようとしたリルピリンを「豚」と罵るが、人工フラクトライトを極力傷つけまいと思っていたリーファに「悪」と断じられ、両腕を斬り落とされた挙句正面から真っ二つに斬られて死亡する。
イスカーン
声 - 八代拓
十侯の一人。拳闘士ギルド第十代チャンピオン。人族男性。
豪快な性格で、心意により、拳による打撃以外を受け付けないという力を持つ。異界戦争では拳闘士部隊を率いて整合騎士であるシェータと闘い、その末に彼女に自分と近しいものを感じ、実力を認め合う。
その後、皇帝ベクタの自分たち兵の損失を何とも思わぬ采配に抵抗を感じ、作動した右目の封印を自ら眼球を抉り取ることで不完全ながら封印を破る。自らの意思でベクタの命令の抜け道を探した結果、アスナと共闘の取引を行い、彼女らにベクタを追わせ自身はシェータや拳闘士団の仲間たちと共にアメリカ人プレイヤーたちに対する殿を務める。満身創痍になるまで戦い続けて追い詰められるが、残存のオークと一部の暗黒騎士達を連れたリーファの救援で命を救われる。
異界戦争後は新たな暗黒界の代表として暗黒界の五族平和条約を締結し、暗黒界軍総司令官へと就任、人界とも和平を結んでシェータと結婚し、彼女と共にオブシディアで生活している。シェータとの間には一人娘のリーゼッタを儲け、親バカぶりを炸裂させており、キリトからは口調がクラインとそっくりだと言われている。
リルピリン
声 - 榎木淳弥
十侯の一人。オーク族長。男性。
幼少期から容姿端麗と言われていたが、人族の前では「醜いオーク」でしかない（前述の「容姿端麗」も「オークとしては」「わずかばかり人族に近い顔立ち」という意味であった）と知ってショックを受けた過去を持ち、以来人族に強い敵意を抱くようになった。
異界戦争ではレンジュをはじめとした仲間のオークたちをディーの術式のリソースにされて失い、無力感に苛まれる中、シノンとはぐれる形でダイブしてきたリーファと出会う。自分を侮蔑せず「人間」として見てくれた彼女をディーから守るため、右目の封印を破ってユージオと同列の『A.L.I.C.E.』へ覚醒した。
ディーの撃破後は、オークの残存部隊や一部の暗黒騎士部隊と共に前線に駆けつけ、イスカーンとシェータに合流した。
レンギル・ギラ・スコボ
声 - 水内清光
十侯の一人。商工ギルドの頭領。人族男性。
諸侯の中で唯一の非戦闘員であり、皇帝ベクタを前にした際は彼に怯え、ひれ伏した。異界戦争時は物資補給などの後方支援を担った。
その他の十侯
シャスターの反乱時に暗殺者ギルド頭首のフ・ザ（声 - はらさわ晃綺）、ゴブリン族長のハガシ（声 - かぬか光明）とクビリ（声 - 後藤ヒロキ）が死亡。異界戦争時にはジャイアント族長のシグロシグ（声 - 星野貴紀）、オーガ族長のフルグル（声 - 遠藤大智）、ゴブリン族長のコソギ（声 - 真木駿一）とシボリ（声 - 山根雅史）が戦死する。

#### 諸侯の部下
リピア・ザンケール
声 - 千本木彩花
暗黒騎士第十一位の人族女性。シャスターの部下にして恋人。
シャスターにアドミニストレータの死を報告し、その際彼からプロポーズをされ感涙しながらそれを受け入れたが、シャスターの理想の邪魔になりかねないベクタの出現に対し、独断で暗殺しようとして返り討ちに遭い死亡、その亡骸は辱められた上で凍らされた首を諸侯たちの前に晒され、シャスターを激怒させた。
密かに人族や亜人族を問わない孤児院を運営しており、シャスターの和平にもその子供達の未来を守るために賛同していた。
ダンパ
声 - 宮園拓夢
イスカーンの副官。人族。細い糸目の大男で、猪突猛進気味なイスカーンの抑え役。
アスナが造り出した巨大な谷を渡る際は、片腕を犠牲にしつつも、向こう側に飛び移ろうとするイスカーンを援護した。

### ムーン・クレイドル編の登場人物

#### 人界統一会議
ネルギウス・シンセシス・シックスティーン
声 - 立花慎之介
整合騎士の男性。一本気な性格であり、キリトがアドミニストレータを倒した後、強硬派として最も強くキリトを反逆者として処刑すべしと主張した人物。七メルに達するお化け葱を長槍に転換した神器「萌嵐槍」を持ち、名前と萌葱色の髪もあって「ネギ坊」、「ネギオ」などと呼ばれる。
エントキア・シンセシス・エイティーン
声 - 寺島拓篤
整合騎士の男性。ネルギウスと同年代で、軽い性格をしている。ダークテリトリー軍との戦闘には参戦せず、ネルギウスと共に中央から離れていた。ネルギウスのことは「ネギオ」と呼んでいる。キリトについては「キリト先生」と呼び、自分のことも「エンキ」と呼んで欲しいと話している。
シャオ・シュカス
異界戦争後に就任したセントラル・カセドラル情報局の局長。小柄な女性。
情報局は人界統一会議の発足後に新設され、かつては元老院が行っていた情報収集を担っている。リネルとフィゼルを部下にしている。
アユハ・フリア
異界戦争後に就任した公理教会の神聖術師団長。五等爵家出身の女性。
異界戦争時には人界守備軍の修道士隊のまとめ役として負傷者の治療をしていた。腐敗していた上級司祭たちが追放された後に若くして団長となる。新設された大図書室の司書を務めるソネスという妹がいる。

#### カセドラルの関係者
ベルチェ
異界戦争後に生まれたベルクーリとファナティオの息子。初登場時では1歳。
普通のあやし方では満足せず、「霊光の大回廊」の高い天井まで飛ばすファナティオの「たかいたかい」でしか喜ばないなど、キリトからはその育て方に少々呆れられていた。
UR編のエオライン曰く、彼は後にベルチェ・ハーレンツ・フォーティという三代目整合騎士団長になったという。
ハナ
最高司祭アドミニストレータの専属料理人。
異界戦争後はキリトやロニエらみんなに料理を振る舞う。UWにおける「料理」は、厳密な法則に支配されており、加熱一つとっても気が抜けないため、工夫を怠らないでいる。
ハイナグ
セントラル・カセドラルの飛竜厩舎長。
エアリーのようにずっと昔から厩舎長を務めていて、天命凍結の噂もある。ロニエに彼女の飛竜である「月駆」が魚嫌いな所があると教え、自分自身で魚を取らせるようアドバイスする。

#### 四帝国
クルーガ・ノーランガルス六世
元ノーランガルス北帝国皇帝。傲慢な性格で、一般民の下級爵士や衛士を見下している。
異界戦争後に発足した人界統一会議に対し、公理教会を私物化する反逆者と断じる勅令を出し、他の三人の皇帝や近衛軍と共に「四帝国の大乱」と呼ばれた反乱を起こしたが、セントラル・カセドラル側に四皇帝を捕らえて勅令を撤回させるべく、整合騎士を含めた部隊を帝城に送り込まれ、彼はロニエやティーゼとの戦闘の末、彼女たちに討たれた。
四皇帝家は数百年前から永遠の命を得るという目的のために神聖術の研究を行っており、ダークテリトリーの人造生物である「ミニオン」の素材と「形代」と呼ばれる皇帝家の証（指輪や徽章など）を使い、粘土の仮初めの体で甦る方法で復活を果たした後、お化け屋敷と噂される皇帝家の別荘内に潜み、別荘を探索に来たロニエとティーゼを拘束、再び人界とダークテリトリーとの戦争を起こそうと、攫ってきた数人の山ゴブリンを素体に融合型ミニオンを創り出し、牢屋から脱出したロニエたちに重傷を負わすも、その場にキリトとアスナが現れたことで目論見が崩れ、ミニオンが壊されて自身も光素の輪の檻に閉じ込められ、最後は「また会おうぞ」と言い残して自害、その際身に着けていた赤い宝石が飛び去って行った。
ゼッポス
ノーランガルス皇帝家の侍従長。クルーガに付き従う。
「四帝国の大乱」時は投降を拒み人界軍に討たれた。死亡後に仮初めの体で甦った一人。セントリアの街中で人界人のヤゼンを殺害した犯人。別荘を探りに来たロニエとティーゼを捕らえるが、脱出されて彼女たちと戦闘になり、体を切断されながらも最後まで足掻き、ロニエの足に毒の短剣を刺すも、ティーゼに止めを刺され、溶けて蒸発した。
ホーザイカ・イスタバリエス
元イスタバリエス東帝国皇帝。
「四帝国の大乱」時は整合騎士のネルギウスとエントキアにより討たれたが、死亡後に仮初めの体で甦り、キリトとロニエがオブシディアを訪れた時にイスカーンとシェータの娘のリーゼッタを誘拐、キリトを公開処刑するよう手紙を残すが、隠れていた居場所を突き止められ、リーゼッタを取り返された末、オブシディア城の最上階から落下死した。
アルダレス・ウェスダラス五世
元ウェスダラス西帝国皇帝。
既に老齢で、「四帝国の大乱」時は帝城をファナティオの記憶解放術で丸ごと破壊される。その後の調査によれば、四皇帝の中で彼だけ遺骸が見つからなかったという。また、西帝国の近衛騎士団に所属していた元騎士も、数人が今も行方をくらましているとのこと。

#### 民間人
リーゼッタ・ザーレ
異界戦争後に生まれたイスカーンとシェータの娘。
シェータ曰く、最初の音はリーファから貰ったとのこと。キリトとロニエがオブシディア城を訪れた際、ホーザイカに誘拐される。その後、キリトたちの活躍で無事に助けられた。後には暗黒界軍二代目総司令官となる。
ヤゼン
南セントリアにある宿屋の掃除人。以前は大貴族の領地で小麦を作っていた。ダークテリトリー出身者にも分け隔てなく接していたが、ゼッポスに殺害される。
オロイ
山ゴブリン男性。鋸が丘のウボリ氏族出身。セントリアを観光に訪れていたが、人界人のヤゼン殺害の犯人として拘束されてしまう。

### 200年後のアンダーワールド
ローランネイ・アラベル
声 - 近藤玲奈
UW宇宙軍に所属する整合機士。15歳。愛称は「ローラ」。ロニエから数えて、七代後になる子孫の少女。
星界暦582年においてスティカと共に機竜で宇宙空間に出た所、神話級宇宙獣アビッサル・ホラーの襲撃を受ける。しかし、そこに現れたキリトやアスナ、アリスたちに窮地を救われた。整合機士団ではブルーローズ中隊のエースとして君臨しており、再びキリトやアスナがアンダーワールドを訪れた際は、スティと共に彼らを出迎える。
スティカ・シュトリーネン
声 - 石原夏織
ローラと同じく宇宙軍所属の整合機士。15歳。愛称は「スティ」。ティーゼの子孫。
ローラとは仲が良く、アビッサル・ホラーに襲われた後に星王の予言通りの新たな時代の幕開けを目撃する。12歳の時に星界統一武術大会の決勝戦でローラと引き分け、同時優勝を果たす程の腕を持ち、エオラインからもその才能を認められている。
フェルシイ・アラベル
ローランネイの弟。9歳。北セントリア幼年学校初等部の三年生。
年齢の割に大人びており、キリト達にも丁寧に接する。剣術の秘奥義が発動できないという悩みを抱えている。キリトからは心意で作成した剣と鞘を送られた。
ラギ・クイント
UW宇宙軍の二級操士。所属はカトレア中隊。ノーランガルス帝立修剣学院の寮監（後に学院長）であったアズリカの子孫。祖父や父と同じく宇宙軍に志願し、現在は整合機士団の候補生に抜擢されている。キリトを賓客として宇宙軍基地まで送り届けた。エオラインの手伝いをしていた際、三式ミニオンの襲撃を受け、負傷する。
エオライン・ハーレンツ
UW全軍を統括する整合機士団長。20歳。父親は七代目ハーレンツ家当主であり星界統一会議の議長、オーヴァース・ハーレンツだが、実際にはハーレンツ家の養子であり、実の両親は亡くなっている。
顔を隠すマスクを付けているためその表情は窺えないが、キリトはその容姿と仕草、そして声からユージオに似た雰囲気を彼から感じ取っている。兄弟としては長男のルグラン、三男のイドリス、そしてUW三軍の一つである「黒耀軍」の副司令を務める長女のフルフィースがいる。兄との仲は悪かったが、姉はエオラインに剣技や術を厳しく指導した。後には前任の機士団長から後継に任命され、現在の身となった。エオラインは姉のおかげで今の自分があると感謝している。
現実世界からやってきたキリトに対し、惑星アドミナの問題の解決を依頼する。キリトと共に星王の機竜「ゼーファン十三型」でアドミナへ向かい、キリトからは「エオ」の愛称で呼ばれることとなる。司令部襲撃の際、イスタルの手で拉致されてしまう。
トーコウガ・イスタル
惑星アドミナでキリトが出会った人物。中性的な容姿をしており、エオラインとは旧知で、互いに「エオル」、「コウガ」と呼び合い、人界統一大会の決勝戦で彼に敗北した過去を持つ。現在はスギンやドムイといった多数の部下を従え、神獣を捕獲・拘束して実験や兵器開発を行うなど暗躍する。個人戦闘力も高く、心意無効化空間の武装完全支配術を扱う。後にカルディナの宇宙軍司令部への襲撃を行い、キリトと対峙。司令部へのアーヴス級機竜落下を防いだ彼の隙を突き、エオラインの身を拉致してアグマールの「プリンキピア」へと撤退する。
アグマール・ウェスダラス六世
かつて「四帝国の大乱」を起こした四帝国皇帝の一人、アルダレスの末裔。央都セントリアにて自身こそが全人界の正統なる統治者だと名乗りを挙げる。アリスやエアリー達をセントラル・カセドラルを不法占拠する者と断じ、手駒として出撃させたアーヴス級機竜の攻撃でカセドラル封印階層の破壊を狙うが、アリス達に防がれる。自身は超大型機竜の「プリンキピア」に座乗し、ムタシーナと手を組んでいる。
リリールー
宇宙空間に浮かぶ「黒蓮二型宇宙要塞（コールサインは「ブラックロータス02）」の管理人。地上から飛翔したセントラル・カセドラルとのドッキングを成功させる。

### ラース
菊岡 誠二郎（きくおか せいじろう）
ラースの責任者。詳細は「菊岡 誠二郎」を参照。
神代 凛子（こうじろ りんこ）
声 - 小林沙苗
茅場晶彦の後輩で元恋人。東都工業大学重村研究室出身。自身も優秀な科学者で、茅場が遺したデータを基に医療用フルダイブ機であるメディキュボイドを発表・開発に携わった。2026年7月時点で28歳。
SAO事件発生直後、行方を眩ませた茅場の居場所を突き止め殺害を試みるも、結局手に掛けることができずゲームクリアまで彼の世話をする。
ALO事件解決後にキリトと対面し、茅場の最期の言葉と「ザ・シード」の存在を聞き「あなたの中に彼を憎む以外の気持ちがあるなら」とその処遇を一任している。本来ならば茅場の共犯として法的追及を受けるはずだったが、それを見越した茅場が生前に行った工作により無罪放免となった。
アリシゼーション編では、アメリカに渡りカリフォルニア工科大学で研究のみに没頭するという半ば世捨て人のような生活を送っており菊岡の召集要請を断り続けていたが、明日奈からの協力要請の連絡を受け帰国、自身の身分を利用して彼女と共に「オーシャン・タートル」に赴き、UWにまつわる一連の事件の当事者となる。一連の出来事を通して、茅場が本当に求めていたことを知ると、同時に彼の志を引き継ぐことを決意し、事件解決後は菊岡に代わりラースの公式責任者となる。
ラースでは現実世界へと脱出したアリスのボディ調整など身の回りの世話をしているために互いの信頼関係は篤く、彼女がこっそり桐ヶ谷家に転がり込んだ件に関しても半ば黙認している。
比嘉 健（ひが たける）
声 - 野島健児
「プロジェクト・アリシゼーション」に携わる若き天才エンジニア。茅場や神代、須郷が所属していた東都工業大学重村研究室の後輩。初出は『アクセル・ワールド』第10巻収録の「バーサス」。
小柄な体格で無骨なデザインの丸眼鏡を掛け、金髪の短い髪を逆立てアニメのキャラが描かれたTシャツを着こみ、「〜ッス」という軽い口調でしゃべるなど科学者に見えない風貌をしている。140近いIQを持つ。学生時代に韓国人の友人を兵役中に送られたイラクで起きた自爆テロで失った過去があり、そのこともプロジェクト参加の動機になっている。
オーシャン・タートル占拠事件の際は柳井の裏切りにより負傷しながらも、キリト、アスナ、リーファ、シノンが使用するSTLの回線を繋ぎ、更にメイン・ビジュアライザーに残ったユージオのフラクトライトも繋げ、キリトの復活を促した。事件後は「星王キリト」のフラクトライトの消去を惜しみ、密かにコピーをとって所有している。
当初は菊岡同様にUWを単なる人工物と見なしていたが、柳井を洗脳したアドミニストレータの存在や死亡しながらもキリトに語りかけたユージオ、そして内部で200年間UWで生きた「星王キリト」と「星王妃アスナ」の存在から、自分達が途方もないものを生み出してしまったと考えるようになる。同時に研究が大幅に進んだのはキリト達がUW内の人々をゲームのNPCではなく、一人の人間として扱ったのが大きな要因ということも理解している。
コピーしたキリトからUWを守るために茅場の協力を得るべく茅場のコピーの捜索を依頼され、複製された茅場とキリトの二人が出会った先を見たいために協力することとなる。
安岐 ナツキ（あき なつき）
声 - 川澄綾子
「オーシャン・タートル」のSTLで治療を続ける和人の看護を行っている美人看護師。本来の所属は自衛隊付属の看護病院の卒業生で、自衛隊員としての階級は二等陸曹。菊岡同様に普段は千代田区御茶ノ水の病院に勤務する看護師という別の身分を得て活動しており、SAOクリア後の和人のリハビリを担当していた。
ファントム・バレット編では、菊岡からの要請でGGOへダイブ中の和人のモニタリングを行っている。また、彼女の助言が事件の収束・アフターケアに大きな役割を果たした。
柳井（やない）
声 - 沼田祐介
ラース本部の研究員。30代半ばの冴えない容姿をした痩身の男性。
実は元「レクト」の研究員で、須郷がALOで行っていた人体実験にも深く関わっていたが、須郷の逮捕によって実験が明るみに出ると同僚をスケープゴートにして罪を免れ、須郷が残したコネクションを用いてアメリカに研究成果を売り込もうと「プロジェクト・アリシゼーション」に潜伏していた。
UWの最初期の住民の養育を行ったメンバーの一人でもあり、無自覚に利己心を人工フラクトライトに植え付けた結果、その子孫たちにも遺伝していき、怠惰で傲慢な上級貴族による支配体制の誕生を招くことになった。また、日本が「A.L.I.C.E.」を容易に入手できないよう、人工フラクトライトの進化を阻害する不正プログラム「コード871」を仕込むなど妨害工作を行っていた。その一方で、偶然自身に接触してきたアドミニストレータに骨抜きにされ、UWが彼女の思い通りになるよう取り計らい、実験終了後にUWを消去する場合も彼女のみ現実世界に逃がす約束をしていた。
ALOの実験を台無しにした挙句アドミニストレータを葬ったキリトを憎み、グロージェンの襲撃の最中に彼を覚醒させようとした比嘉の作戦を阻止すべくサポートする振りをして同行、途中で本性を現し隠し持っていた拳銃で比嘉を負傷させるも、裏切りに気づいた凛子による不意打ちを喰らい転落死した。その後、死体はクリッターに発見された。
菊岡によれば、例えアメリカに逃れてもSTLを始めとした「プロジェクト・アリシゼーション」の詳細を洗いざらい吐かされて殺されていたとのこと。
平木（ひらき）
声 - 高橋伸也
ラース六本木支部に勤務するエンジニア。彼を含む支部の職員は「プロジェクト・アリシゼーション」の存在を知らず、一ベンチャー企業のつもりで業務に従事している。
UWにて最終負荷実験が行われている最中、終電を逃して社内で一夜を明かしていたところ、直葉と詩乃の訪問を受け、菊岡へUWに危機が迫っている旨の伝言を伝える。
中西（なかにし）
声 - 鷲見昂大
ラースのスタッフである一等海尉。「オーシャン・タートル」にやって来た神代と彼女の助手「マユミ・レイノルズ」に扮した明日奈を出迎え、菊岡の所へと案内した。

### グロージェン・ディフェンス・システムズ
ベクタ / ガブリエル・ミラー
声 - 石田彰、釘宮理恵（幼少期）
アメリカのPMC「グロージェン・ディフェンス・システムズ」の役員で最高作戦責任者（CTO）を務め、GGOのトッププレイヤー・サトライザーの正体でもある男性。
NSAからアリスの奪取を依頼されて「オーシャン・タートル」を襲撃し、メインコントロールルームを占拠するが、「ラース」スタッフの手によってUWへの外部干渉をロックされたため、ダークテリトリーの皇帝の身分を持つスーパーアカウント04「暗黒神ベクタ」としてUWに侵入する。
幼少期から「魂」に強い執着を持ち、その在処を知るためだけに10歳の頃にガールフレンドだったアリシア・クリンガーマン（声 - 茅野愛衣）を殺害し、成人後も実験と称して秘密裏に殺人を繰り返していた狂人。アリスにも存在を知るや興味を持ち、作戦失敗を装って専有しようと目論み、最終的に彼女以外にも多くの魂を仮想世界に集め、我が物にすることを計画した。
暗黒神ベクタのアカウントに与えられた「フラクトライトの動的データへの干渉」という圧倒的な権限を見せつけ、ダークテリトリー軍を率いて人界に進軍するが、アリスの存在を確認するとダークテリトリー軍を即座に斬り捨てて彼女を拉致してシステム・コンソールに急行し、それを追跡してきたベルクーリを権限と心意の合わせ技で圧倒するも、彼の記憶解放術によって倒される。ログアウト後、即座にGGOのサトライザーをコンバートさせて再ダイブし、待ち構えていたシノンの魂を奪おうとするが、彼女の心意がこもったネックレスに阻まれて交戦、右腕を失って致命傷を負いながらも退け、執拗にアリスの追跡を続行する。追いつく直前で駆けつけたキリトと最後の戦闘を行い、心意の力を操ることで漆黒の異形の姿と化して死闘を繰り広げたが、UW中の人々の思いを力に変えたキリトの剣に敗北する。UWから排除された後はアリシアの幻影に引きずられ、自分が求めていた感情の「恐怖」を顔に貼り付けた状態で死亡した。
ヴァサゴ・カザルス
声 - 小山剛志 / 岡本信彦（15歳）
ガブリエルの部下でVR戦闘の専門家。上司であるガブリエルのことは親しげに「兄弟（ブロ）」と呼ぶ。その正体は、SAOに存在した殺人ギルド「ラフィン・コフィン」のリーダーである「PoH」。
日本人の父とサンフランシスコのスラム街で暮らすヒスパニックの母の間に庶子として生まれたが、父親にとっては腎機能障害を持つ嫡男のドナーとしての価値しかなく、望まない出産を強いられた母からは憎しみを込められて悪魔の名「ヴァサゴ」を命名された。両親からの愛を得られない中、父からは最低限の生活費と日本語のスキルだけを得て、移植措置がされる前に母とも別れて日本に渡ったが上手く行かず、マルチリンガル能力を買われて韓国系犯罪組織に所属する。15歳で暗殺者となって5年間で9回の「仕事」を成功させ、10回目の仕事としてSAO事件に巻き込まれたターゲットを暗殺するため、やむなくデスゲームに途中参加する。初めて体験する仮想世界で日本人に囲まれて暮らしたことから東アジア人への憎悪を自覚し、ターゲット以外にもより多くのプレイヤーを殺すべく行動するようになり、「ラフィン・コフィン」を結成する。SAO事件後はアメリカに戻ってグロージェンに所属し、兵士相手のVR戦闘訓練の教官として安定した生活を得るが心は満たされず、もう一度SAOの世界へ行きたいと願い続けていた。
ガブリエルと共に暗黒騎士の身分を持つスーパーアカウントを用いてUWにダイブし、暗黒騎士団の部下を連れて遊撃を開始するが、ステイシアとしてダイブしてきたアスナによって地割れに落とされ、強制ログアウトとなる。その直後、「アスナがいるならキリトもいるのではないか」との推測からPoHのアカウントをコンバートしてUWに再ダイブし、中韓プレイヤーたちを扇動して日本人プレイヤーたちを壊滅させて人界軍を降伏に追い込む。キリトが心神喪失状態にあることを知ると、彼を再起させたうえで自らの手で殺すべく、中韓のプレイヤーをも同士討ちさせて惨劇を拡大させていくことを画策するが、その目論見は“狙い通りに”復活したキリトによって阻止される。
彼の復活を歓喜をもって迎えて決闘を挑んだ結果、力の源である友切包丁を破壊されて敗北する。「何度でも2人の前に現れる」とキリトとアスナに宣言するが、「夜空の剣」の力で1本の杉へ変えられたうえ、限界加速フェーズの起動によってそのまま内部時間で50年以上を過ごすことになってしまい、皮膚感覚以外の五感を絶たれて動くこともできない環境に晒されて現実世界の肉体も老人のような白髪に変貌し、知的活動は30年経った時点で消失する。しかし、撤退したグロージェンの部隊の中に遺体はなく、生死不明のまま再びその行方を眩ませている。
アニメ版では犯罪組織に関する描写は描かれず、父に愛される異母兄を見たことで日本人への憎悪が芽生えている。また、SAOにダイブした経緯も、SAO事件をニュースで知り「ここなら日本人を好きなだけ殺すことができる」と考え、回収が進められていたナーヴギアを盗み出してまで自ら飛び込んだことになっている。
クリッター
声 - 千葉一伸
ガブリエルの部下でハッカー。眼鏡をかけており、ヴァサゴからは「四つ目（フォーアイズ）」という渾名で呼ばれている。
作戦中は現実世界に残ってUW内のガブリエルをモニタリングしつつ、FLA倍率を下げてUW内と現実世界の時間を同期させた後、米中韓のVRMMOプレイヤーを兵力として送り込む作戦を実行して兵士たちを指揮するが、ガブリエルの死とアリスの回収失敗に伴って作戦目的をアリスの奪取から破壊に切り替え、「オーシャン・タートル」の原子炉を暴走させて逃亡。本国に帰還後は命乞いの手段を用意しながらも、口封じで始末されること以上にヴァサゴが不気味な形で消息を絶ったことに恐怖を感じた。

### 現実世界からの乱入者
タカシ / 広野 孝（ひろの たかし）
日本在住のVRMMOプレイヤーで、現実世界では高校生。
UWへの救援協力を要請するリズベットの演説を聞き、詳しい状況を把握しないままコンバートする。当初は現実と変わりない痛みに悶絶しログアウトを望んだが、フレニーカに助けられたことで精神を持ち直し、本来のキャラクターネームである「ヴェリオス」ではなく「タカシ」として戦線に復帰し戦い抜いた。
ムーンフェイズ / 趙月生（チョ・ウォルセン、조월생）
声 - ソンド
韓国在住のVRMMOプレイヤーで、現実世界では兵役を間近に控えた大学生。領土問題を始めとした日本と韓国の軋轢などから日本の体制には良い印象を抱いていないが、全ての日本人がそうではないと考える柔軟な思考の持ち主。
クリッターが流した偽情報を信じたゲーム仲間から促されてUWにダイブするが、当初から情報の不自然さや中韓プレイヤーの怒りを煽るPoHに疑念を抱き、積極的に戦列には加わらず説得を試みるシウネーの言葉に応じた。そのためPoHに「裏切り者」として攻撃されるが、ペインアブソーバーのない苦痛とVRMMOであり得ない車椅子に座ったキリトの存在により「自分たちが騙されている」という確信を得て、クラインにリンチを加えていた主戦派中韓プレイヤーたちの間に割って入り、自分に同調する他の穏健派中韓プレイヤーたちと共に戦いを止めようとするも、PoHの煽動により中韓プレイヤー達の同士討ちにまで発展し、殺し合いを楽しむPoHの姿に戦慄して『悪魔』と称した。しかし、この行動によりキリト復活までの時間を稼ぐことになり、彼からはログアウト直前心の中で感謝された。
アニメ版『WoU』ではしばらく事の成り行きを見守っていたが、ユナの登場をきっかけに他のプレイヤー達もUWが日本サーバーであることに気付く。また、韓国語訳のSAO事件の記録全集を読んでいたためにPoHの手袋に着いたラフィン・コフィンのマークに気付いて陰謀を見抜く展開となり、原作同様にPoHを悪魔と称した。
その後の同士討ちと中韓プレイヤーの暴走は彼と莓莓香と二人の仲間以外の全員に広がってしまい、もはや止めることさえ出来ずにいたがキリトによって彼ら以外は全員ログアウトさせられ、成り行きではあるが日本側のプレイヤーに寝返ることとなった。その後、生き残った人界軍や日本プレイヤーと共にキリトへ自分の願いを届け、時間加速に従ってログアウトした。
莓莓香（メイメイシャン） / 王麗
声 - 岩井映美里
上海在住の女性VRMMOプレイヤーで、ムーンフェイズのゲーム仲間。『WoU』では彼女がムーンフェイズにクリッターの情報を伝えている。しかし、彼女もムーンフェイズ同様に半信半疑で様子見のためUWにダイブするが、早々に事態に疑念を抱いてシウネーの言葉を信じて他のプレイヤー達を止めようとする。
ムーンフェイズ同様にSAO事件の記録全集を読んでおり、彼女がラフィン・コフィンの名前を口にしたことで他のプレイヤー達もPoHがラフィン・コフィンであることに気付いた。一度はユナの歌によって解放された彼らであったが、再びPoHに洗脳された他の中韓プレイヤー達を正気のプレイヤー達が止めようとするが、PoHの心意に呑まれたプレイヤーによる同士討ちに発展してしまう。
ムーンフェイズと共にもはや暴走も日本プレイヤーへの攻撃も止められずにいたが、キリトの手によって全員がログアウトさせられ、元々戦意がなかったこともあり日本側のプレイヤーに合流した後、ムーンフェイズと共にキリトに自分の願いを届け、時間加速による自動切断でログアウトした。

## ユナイタル・リング（UR）

### URプレイヤー
ボラン、モクリ
キリト一行が初めて出会ったプレイヤー8人組のリーダー格とサブリーダー格。
他の6名はテン、ガース、ドアン、メイトー、テツリキ、チャップ。当初は食事と寝場所を求めるが、キリトの正体を知るとURでの生存競争の強敵になりうることを危惧し、彼らが力をつける前に排除にあたる。しかし、合流したユイたちによって新たな装備品を得たキリト達の反撃で全員退場することになった。
シュルツ
キリト達の留守中にログハウスを襲撃したチーム「フォークス」のリーダー。シノンやパッテル族を連れて帰還したキリト達の奮戦と、ミーシャの参戦によりパーティーを全滅させられ、自身も戦死した。
ホルガー、ディッコス、ツブロー
それぞれチーム「絶対生き残り隊」、「雑草を喰らう者ども」、「アナウンスちゃんファンクラブ」のリーダー達。当初は懇親パーティー開催時にムタシーナの手で無理矢理服従させられていたが、キリト一行の活躍で解放され、死ぬこともなく無事に生存する。以後はキリト達とも良好な関係を築き、URの攻略にも協力している。
ムタシーナ・ムイキーリ
4人のチーム「仮想研究会」のリーダー。見た目は美人だが性格は冷酷非情。他チームのリーダーであるホルガー、ディッコス、ツブローを始め、100人近い攻略プレイヤー全員を「忌まわしき者の絞輪」という魔法で服従させ、キリト一行の殲滅を企む。キリトらの水流を利用したダム決壊作戦で戦場を乱されるも、影武者を仕立てていたことと、鳥に騎乗して上空に逃げていたことで難を逃れ、絞輪の力でキリト一行を追い詰めるが、ユイの参戦とキリトの奮起で杖を破損し、その場から撤退した。
UWではアグマール・ウェスダラス六世と手を組んでおり、捕らえられたエオラインに自らがノーランガルス皇帝家の裔と名乗る。
ビオラ、ダイア、マジス
チーム「仮想研究会」のメンバー。ビオラとダイアは片手剣使いの少女。マジスはサブリーダーで、闇魔法使い。キリト達によれば名前に見覚えは無いとのこと。キリトはマジスについてはその話し方から後述の「先生」ではないかと見当を付けた。
先生
モクリやシュルツらPK集団に指南を行い、相次ぐ襲撃の裏から糸を引いていると目される謎の人物。指南や教唆という手口こそPoHに似てはいるが、キリトは経験則から人の感情を煽ったりした陰湿なPoHとは違う人物だと予想し、後に直感でマジスがそうだと見抜いた。
オットー、ラルカス、アズキ、マサル
終末世界風のVRMMO「アポカリプティック・デート」（通称アポデ）出身のプレイヤー勢。アポデは全員が獣人の容姿をしており、オットーは虎、ラルカスはアライグマ、アズキはキツネ、マサルはサルの姿を取る。ダークエルフのNPCと交渉するため、ユイを誘拐してキリト達と一戦交えた末、助力を願う。先遣隊のリーダーはキャスパルク（通称はキャスパー）が務めている。

### URのNPC
URのNPCはユイ曰く「何重にもフィルターがかかっている」日本語で会話しているため、キリトらプレイヤーにはノイズのようにしか聞こえない。NPCが話す単語を完璧に発音・再現することで、それぞれの部族が使う言語の熟練度を上げることが出き、会話が可能となっていく。

#### バシン族
人族。シリカやリズベット、ユイが最初に出会ったNPC。
イゼルマ
野営地のリーダーを務める女戦士。野営地に招かれたシリカとリズベットに対し、偵察隊に加わりたいなら力を見せろと述べる。後に9人ほどの仲間を連れてラスナリオに移住する。
タジル
槍使いの男性。ユイのおかげで言葉が通じたため、部族の野営地へ3人を案内する。シリカとリズベットのことは「フェル族」と呼んでいる。

#### パッテル族
ネズミ型の亜人。100人ほどの臆病な少数民族。大昔の天変地異で都が一夜にして滅亡し、モンスターたちに追い立てられた末に「ガイユーの大壁」内の洞窟で細々と生き延びていた。ログハウスのある東方の「ゼルエテリオ大森林」への移住を夢見ており、シノンを救出したキリト一行に20人ほどが同行し、ラスナリオの最初の住人となる。
チェット
パッテル族の女性リーダー。仲間のチノーチやチルフと共に、過去に自分達の都を滅ぼした元凶のハチ「ギルナリス・ワーカー・ホーネット」の群れ攻略を目指すシノン達に協力する。

#### オルニト族
茶色の羽毛を持った猛禽型の亜人。焼成レンガの建造物やマスケット銃の使用など、UR内では比較的高い文明を持つ。URに来たシノンと出会い、図らずとも共闘してステロケファロスを倒したことで自分達の村へ彼女を招く。キリトは町の防衛強化のために彼らのスカウトを考えている。
フィッキ、ウフェルム
シノンと仲良くなった兄妹（フィッキが妹でウフェルムが兄）。キリトと合流を目指すシノンに銃や食料を提供した。

## VRMMO不関与の登場人物
VRMMORPGにプレイヤーその他の立場で関与しなかった登場人物。

### キリト・アスナの親族
桐ヶ谷 翠（きりがや みどり）
声 - 遠藤綾
和人と直葉の母親。和人の実母の妹で、両親を事故で失った和人を引き取り養子とした。
パソコン情報誌の編集者で、〆切前は出版社に篭りがちになりほとんど家に帰ってこない。和人がパソコンやネットゲームに傾倒するにあたって、強い影響を与えている。かなりのゲーム好きで、本人によると小学生の頃からネットゲームをしていた模様。
桐ヶ谷 峰嵩（きりがや みねたか）
声 - 咲野俊介
和人と直葉の父親。海外に単身赴任中。
鳴坂 行人（なるさか ゆきと）、鳴坂 葵（なるさか あおい）
和人の実父と実母。
結城 彰三（ゆうき しょうぞう）
声 - 山路和弘
明日奈の父親。フェアリィ・ダンス編まで「レクト」のCEO。結城本家は京都を中心に地方銀行を経営しており、彰三は三男にあたる。
家族ぐるみのつきあいで実の息子のようにかわいがっていた須郷と明日奈の結婚を決意した直後、須郷の逮捕によってALO事件が発覚しCEOを辞任。辞任後、人を見る目がなかったと落ち込み、「須郷の開発・経営能力と上昇志向のみ評価して、人間性に目を向けなかったのは自分の不徳だった」と口にした。
家庭を顧みない仕事人間で、結城家の冷めた家族関係や須郷の本性を見抜けないなどの落ち度が目立つが、娘への愛情は人並みに持ちあわせている。須郷と結婚させることを決意したのも、意識が戻らない明日奈の将来を思ってのことであった。
和人とは明日奈がALOに囚われていた時の病室で何度か立ち会っており、ALO事件後もメールのやり取りなどを通じてある程度の信頼を寄せており、明日奈との交際も認めている。
結城 京子（ゆうき きょうこ）
声 - 林原めぐみ
明日奈の母親。某大学の経済学部の教授。生家は宮城県の山間部で米農家をしていたが、両親（明日奈の祖父母）はすでに他界し、家や棚田も売却されている。京都の結城本家に行くたびに家柄について嫌味を言われるため、その出自がコンプレックスになっている。
厳格な性格で、SAO事件により娘がエリートコースから脱落して帰還者学校に通うことに加え、平凡な家柄である和人との交際を快く思っておらず、名門校に転校して縁を切りエリートコースに戻ることを望んでいる。SAO事件のこともあってVR技術に対しても悪印象を抱いていたが、ユウキからの助言を得た明日奈に連れられてALO内に赴き、思っていることを語り合い、そこで娘の想いを知り和解。翌日の朝食の席で帰還者学校に通い続けることを許した。
結城 浩一郎（ゆうき こういちろう）
声 - 間島淳司
明日奈の兄。SAO事件発生前より「レクト」に勤務している。原作では名前のみ言及されており、本人は劇場版『-プログレッシブ- 星なき夜のアリア』より登場する。
明日奈がSAOに囚われるきっかけとなったナーヴギア及びSAOのパッケージは元々彼が自らプレイするために購入したものだったが、正式サービス稼動初日から長期の出張予定が入ってしまい、自室にナーヴギアを残していったことが明日奈の運命を変えることになった。
妹の恋人である和人のことは好意的に見ており、明日奈の知らないところで関係を深め「浩一郎君」と呼ばせている。

### その他の登場人物
遠藤（えんどう）
声 - 日笠陽子
詩乃のクラスメイトの不良少女。
入学当初は取り巻きとともに彼女を友達と呼んでおきながら、彼女の部屋を遊びの場や喫煙場所に利用していた。彼女に拒絶されると、強盗事件のことを調べ上げて校内に流布し、彼女の孤立を招き、さらには事件のことを知った恭二が詩乃に歪んだ憧れを抱く原因を作った。また、詩乃の銃へのトラウマを利用し金を無心し続けていたが、「死銃事件」の後にトラウマと向き合い始めた彼女にモデルガンを向けられ撃退された。
倉橋（くらはし）
声 - 木内秀信
横浜港北総合病院の医師で、木綿季の主治医。メディキュボイドに希望を抱いている。
木綿季の死後も和人たちと関わりを持っており、OS事件の際には記憶喪失に陥った明日奈をメディキュボイドで緊急治療した。
佐田 明代（さだ あきよ）
声 - 小林さやか
結城家の家政婦。
ダリオ・ジリアーニ
シーウルフ級原子力潜水艦「ジミー・カーター」の艦長。
自身に命令された任務に疑問を抱きつつも、ガブリエル率いる部隊を日本の「オーシャン・タートル」まで送り届けた。
神邑 樒（かむら しきみ）
オーグマーの開発メーカー「カムラ」の創業家の令嬢。UR編にて、帰還者学校の転校生として明日奈の前に現れる。
転校前は明日奈がSAO事件前に通っていたエテルナ女子学院の高等科に在籍していたが、珍しい名字と目立つ容姿でありながら彼女の記憶になく、高等部からの編入と推測されている。その一方で樒の言では明日奈とは幼い頃にエレクトロニクス業界団体のパーティーで出会ったことがあるとのこと。